# Liste der Reichstagsabgeordneten des Deutschen Kaiserreichs (1. Wahlperiode)

## Legislaturperiode
Die Reichstagswahl 1871 war die Wahl zum 1. Deutschen Reichstag und fand am 3. März 1871 statt. Die Legislaturperiode dauerte bis 1874.

## Fraktionen
In der ersten Session 1871:
- Konservative 50
- Deutsche Reichspartei 38
- Liberale Reichspartei 29
- Nationalliberale 116
- Deutsche Fortschrittspartei 44
- Zentrumspartei 57
- Polen 13
- Sonstige 29
- Erledigte Mandate 6
- Zusammen: 382

## Präsidium
- Präsident: Eduard von Simson
- I. Vizepräsident: Chlodwig zu Hohenlohe-Schillingsfürst
- II. Vizepräsident: Franz von Weber
- Schriftführer: Hermann Heinrich Becker, Henning von Puttkamer, Hans Wilhelm von Unruhe-Bomst, Franz August Schenk von Stauffenberg, Otto Stavenhagen, Carl Eckhard, Wilhelm von Schöning, Ernst Lieber
- Quästoren: Nicolaus von Handjery, Marquard Adolph Barth

## A
- Ackermann, Karl Gustav, Rechtsanwalt,
WK Sachsen 6 (Dresden-Land links der Elbe-Dippoldiswalde), Liberale Reichspartei
- Adickes, Ernst Friedrich, Rittergutsbesitzer,
WK Hannover 6 (Syke-Hoya-Verden-Achim), Nationalliberal
- Albrecht, Siegfried Wilhelm, Stadtsyndikus Hannover,
WK Hannover 11 (Einbeck-Northeim-Osterode-Uslar), Nationalliberal
- Allnoch, Anton Leopold, Gutsbesitzer,
WK Breslau 4 (Namslau-Brieg), Fortschrittspartei
- Aretin, Peter Karl Freiherr von, Herrschaftsbesitzer,
WK Oberbayern 4 (Ingolstadt), Zentrum
- Arnim-Boitzenburg, Adolf Graf von, Landrat,
WK Potsdam 3 (Ruppin, Templin), fraktionslos konservativ
- Augspurg, Diedrich Wilhelm Andreas, Rentner,
WK Hannover 18 (Stade-Blumenthal-Bremervörde-Geestemünde), Nationalliberal

## B

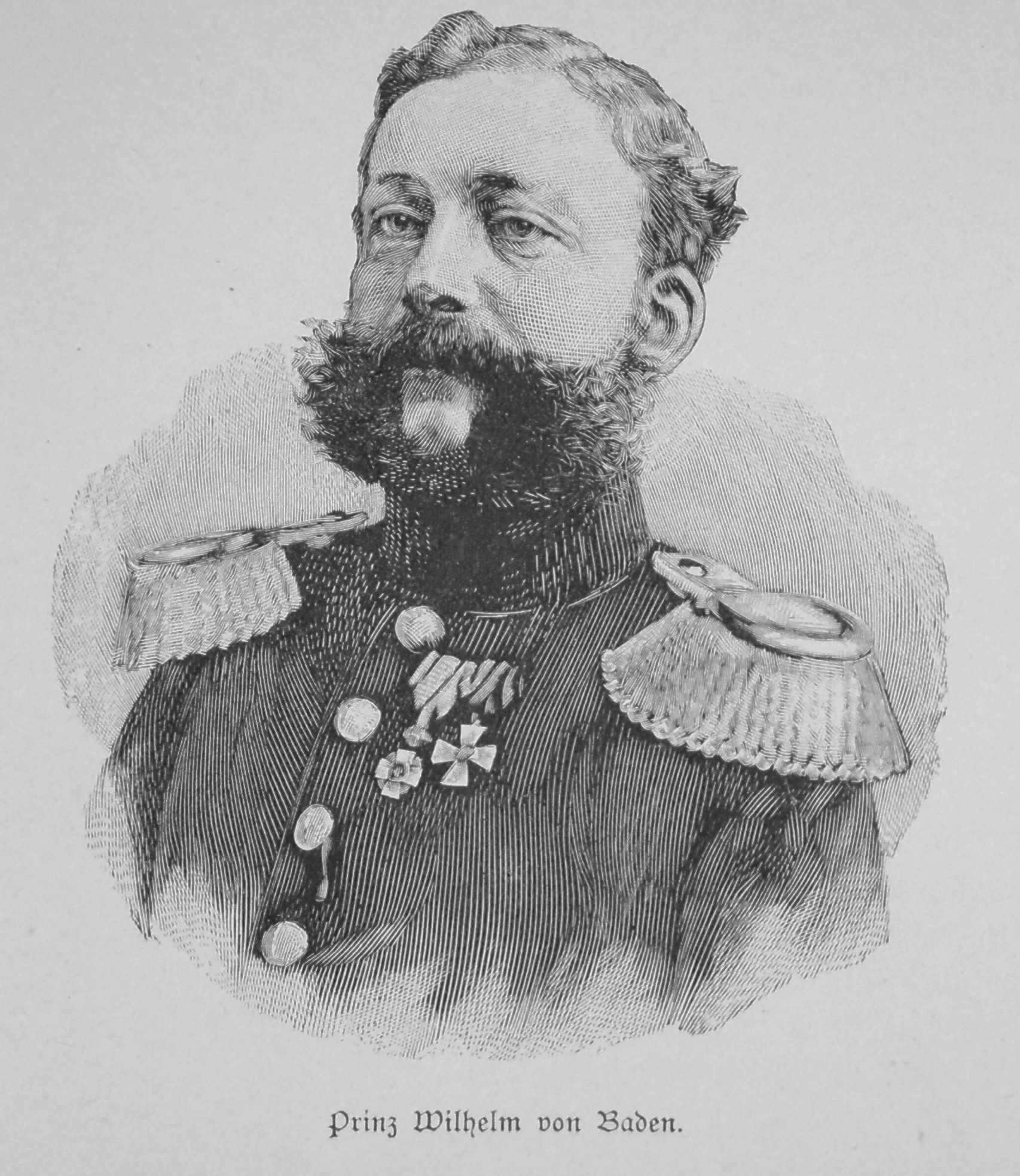
Wilhelm von Baden
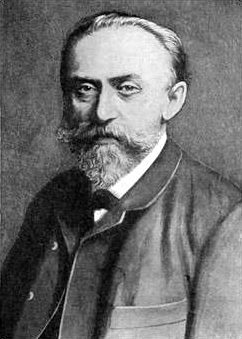
Ludwig Bamberger
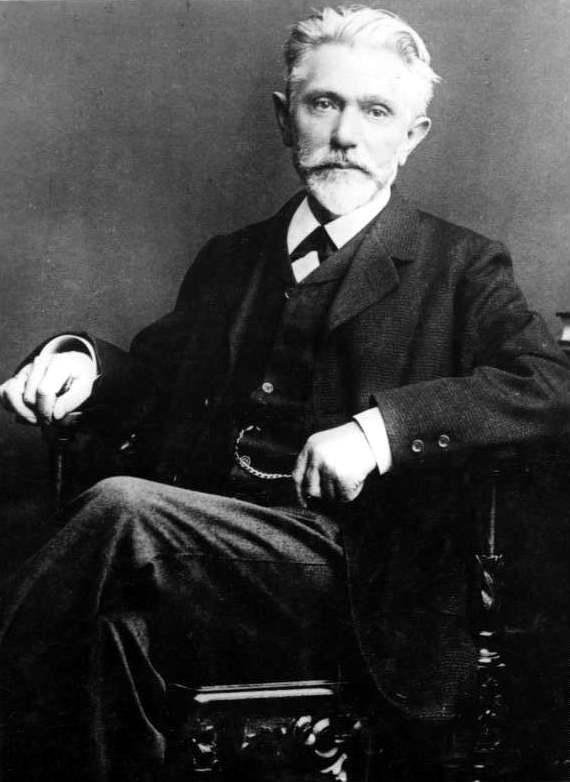
August Bebel
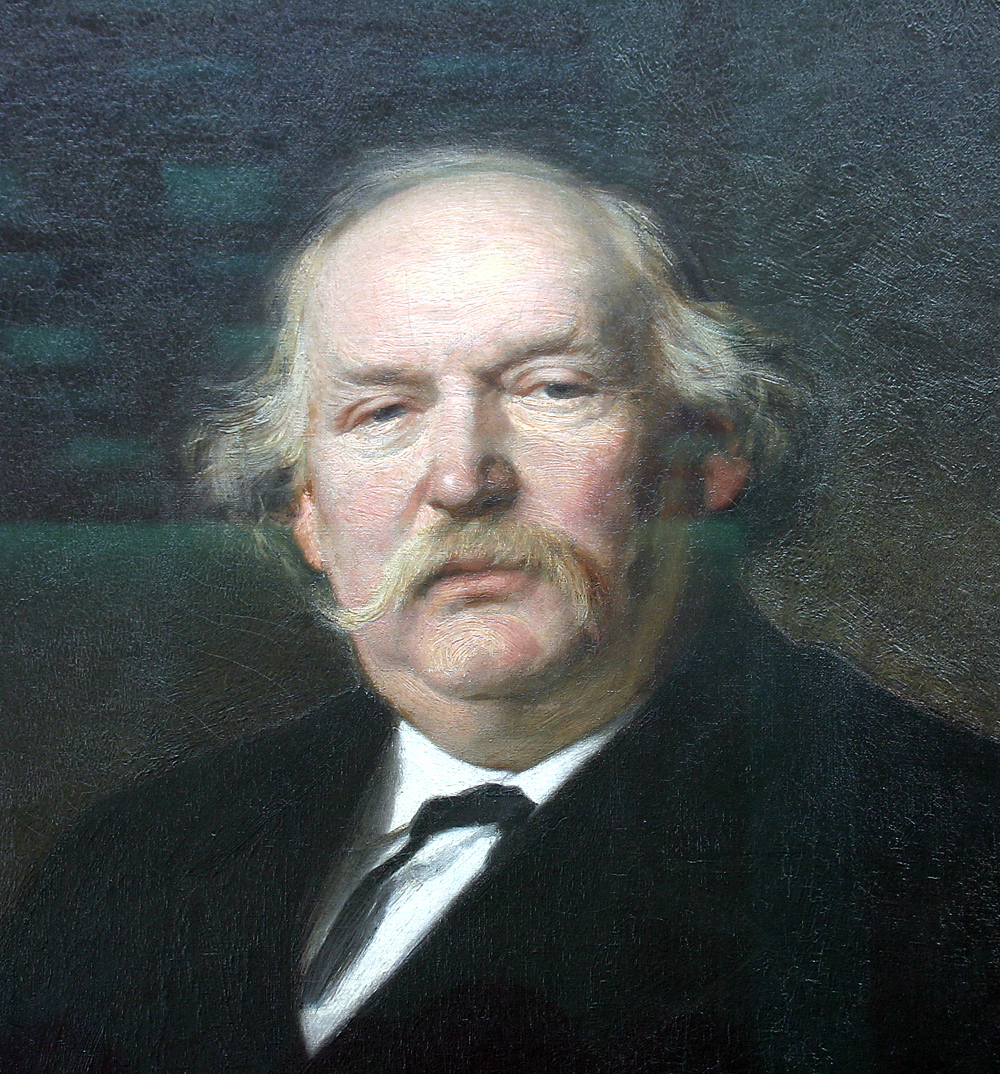
Hermann Heinrich Becker

- Baden, Prinz Wilhelm von, Kommandant der badischen Truppen 1870/71,
WK Baden 10 (Karlsruhe-Bruchsal), Deutsche Reichspartei
- Bähr, Otto, Dr. jur., Oberappellationsgerichtsrat Berlin,
WK Kassel 2 (Kassel-Melsungen), Nationalliberal
- Baldamus, Alfred Ferdinand, Dr. phil., Gutsbesitzer,
WK Anhalt 2 (Bernburg), Nationalliberal
- Ballestrem, Franz von, Rittmeister,
WK Oppeln 2 (Oppeln), Zentrum (Nachwahl 1872)
- Bamberger, Ludwig, Dr. jur., Schriftsteller,
WK Hessen 9 (Mainz, Oppenheim), Nationalliberal
- Banks, Edward, Dr. jur., Advokat in Hamburg,
WK Hamburg 2 (Hamburg West), Fortschrittspartei
- Barth, Marquard Adolph, Dr. jur., Rechtsanwalt München,
WK Mittelfranken 6 (Rothenburg o. Tauber), Liberale Reichspartei
- Baudissin, Eduard Graf, Gutsbesitzer,
WK Schleswig-Holstein 3 (Schleswig-Eckernförde), Partikularist
- Bebel, August, Drechsler,
WK Sachsen 17 (Glauchau, Meerane, Hohenstein-Ernstthal), Sozialdemokrat
- Becker, Hermann Heinrich, Dr. jur., Schriftsteller,
 WK Arnsberg 6 (Dortmund), Fortschrittspartei
- Becker, Hermann, Landgerichtspräsident,
WK Oldenburg 2 (Jever), Nationalliberale (Nachwahl 1872)
- Behr-Bargatz, Friedrich Felix Graf von, Rittergutsbesitzer,
WK Stralsund 2 (Greifswald-Grimmen), Deutsche Reichspartei
- Behr-Negendank, Ulrich Graf von, Gutsbesitzer und Erbküchenherr im Fürstentum Rügen,
WK Stralsund 1 (Rügen-Franzburg-Stralsund), Deutsche Reichspartei
- Behringer, Wilhelm, Appellationsgerichtsrat,
WK Schwaben und Neuburg 4 (Illertissen), Liberale Reichspartei
- Bellinger, Julius, Landsgerichtsassessor und Friedensrichter,
WK Trier 4 (Saarburg-Merzig-Saarlouis), Zentrum
- Below, Nicolai von, Fideikommissherr,
WK Köslin 2 (Bütow, Rummelsburg, Schlawe), Konservativ
- Benda, Robert von, Rittergutsbesitzer,
WK Magdeburg 6 (Wanzleben), Nationalliberal
- Bennigsen, Rudolf von, Landesdirektor Hannover,
WK Hannover 19 (Otterndorf-Neuhaus), Nationalliberal
- Bernards, Josef, Landgerichtsassessor,
WK Düsseldorf 4 (Kreis/Stadt Düsseldorf), Zentrum
- Bernuth, August von, Staatsminister a. D.,
WK Magdeburg 8 (Oschersleben-Halberstadt), Liberale Reichspartei
- Bethusy-Huc, Eduard Graf von, Erbherr,
WK Oppeln 1 (Kreuzburg-Rosenberg), Deutsche Reichspartei
- Biedermann, Friedrich Carl, Dr. phil., a.o. Professor Universität Leipzig,
WK Sachsen 15 (Mittweida-Limbach), Nationalliberal
- Birnbaum, Karl Joseph Eugen, Dr., Professor für Landwirtschaft Leipzig,
WK Sachsen 13 (Leipzig-Land), Nationalliberal
- Bismarck-Briest, Wilhelm von, Deichhauptmann a. D. und Rittergutsbesitzer,
WK Magdeburg 2 (Stendal-Osterburg), Konservativ
- Blanckenburg, Moritz Karl Henning von, Generallandschaftsrat und Rittergutsbesitzer,
WK Stettin 6 (Regenwalde-Naugard), Konservative
- Blell, Theodor Joseph, Rittergutsbesitzer,
WK Königsberg 6 (Braunsberg-Heilsberg), Zentrum
- Blum, Wilhelm, Dr. jur.,
WK Baden 12 (Heidelberg, Mosbach-Eberbach), Nationalliberal
- Bock, Adam, Dr. jur., Gutsbesitzer,
WK Aachen 2 (Aachen-Eupen), Zentrum
- Bockum-Dolffs, Florens, Gutsbesitzer,
WK Arnsberg 7 (Hamm-Soest), fraktionslos liberal
- Bode, Wilhelm, Handelsgerichtsdirektor Braunschweig,
WK Braunschweig 1 (Braunschweig-Blankenburg), Nationalliberal
- Bodelschwingh, Carl von, Staatsminister a. D.,
WK Minden 2 (Herford-Halle), Konservativ
- Bodenhausen, Hans Julius von, Rittergutsbesitzer,
WK Merseburg 2 (Wittenberg-Schweinitz), Konservativ
- Böhme, Emil Hugo Carl, Dr. jur., Advokat,
WK Sachsen 21 (Annaberg-Schwarzenberg), Fortschrittspartei
- Böhmer, Eduard, Kreisrichter Neuwied,
WK Koblenz 2 (Neuwied), Nationalliberal
- Bonin, Gustav von, Staatsminister a. D.,
WK Magdeburg 3 (Jerichow), Liberale Reichspartei
- Borowski, Rudolph, Domherr Ermland,
WK Königsberg 9 (Allenstein-Rößel), Zentrum
- Brauchitsch, Wilhelm von, Geh. Regierungsrat zur Disposition und Rittergutsbesitzer,
WK Danzig 1 (Marienburg, Elbing), Konservativ
- Braun, J. August, Fabrikbesitzer,
WK Kassel 6 (Hersfeld-Rotenburg-Hünefeld), Nationalliberal
- Braun, Karl, Dr. iur., Anwalt in Berlin,
WK Reuß jüngere Linie (Gera), Nationalliberal
- Briegleb, Moritz Adolph, Rechtsanwalt,
WK Sachsen-Coburg-Gotha 1 (Coburg), Nationalliberal
- Brockhaus, Eduard, Dr., Buchdruckereibesitzer Leipzig,
WK Sachsen 20 (Zschopau-Marienberg), Nationalliberal
- Buhl, Franz Armand, Dr. phil., Gutsbesitzer,
 WK Pfalz 5 (Homburg), Nationalliberal
- Bunsen, Georg von, Dr. phil., Schriftsteller,
WK Düsseldorf 3 (Solingen), Nationalliberal
- Bürgers, Ignatz, Appellationsgerichtsrat und Rittergutsbesitzer,
WK Köln 6 (Mülheim/Rhein-Wipperfürth-Gummersbach), fraktionslos liberal
- Büsing, Friedrich, Advokat,
WK Mecklenburg-Schwerin 6 (Güstrow-Ribnitz), Nationalliberal
- Büsing, Otto, Senator Rostock,
WK Mecklenburg-Schwerin 2 (Schwerin-Wismar), Nationalliberal
- Busse, Friedrich von, Rittergutsbesitzer,
 WK Merseburg 3 (Delitzsch-Bitterfeld), Konservativ

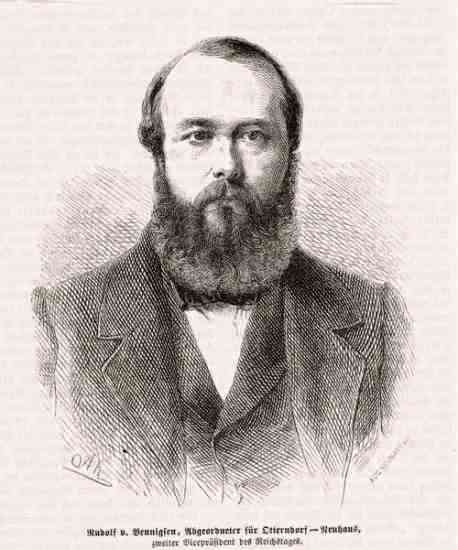
Rudolf von Bennigsen
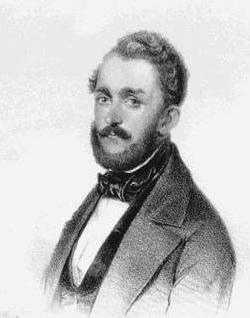
Florens von Bockum-Dolffs
Franz Armand Buhl
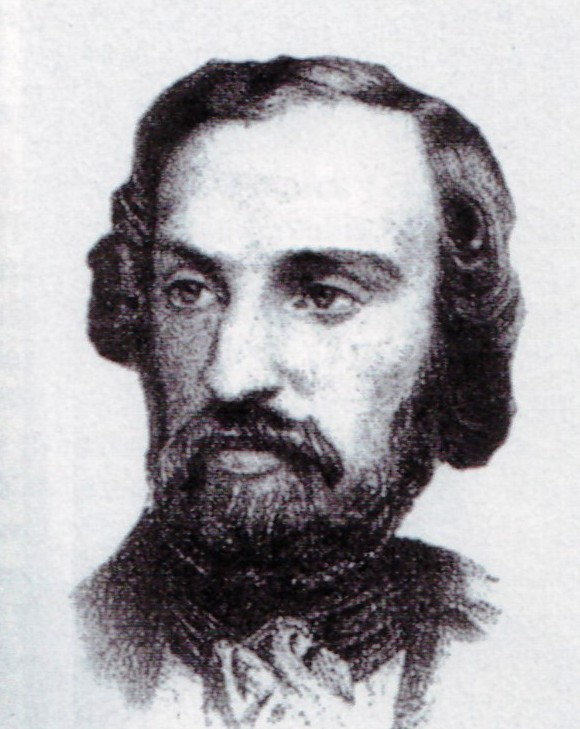
Ignatz Bürgers

## C
- Carolath-Beuthen, Carl Fürst zu, Standesherr,
WK Liegnitz 1 (Grünberg-Freistadt), Deutsche Reichspartei
- Chevalier, Lorenz, Kommerzienrat,
WK Württemberg 7 (Calw-Herrenberg-Nagold-Neuenburg), Nationalliberal
- Christensen, Karl, Kreisgerichtsdirektor Flensburg,
WK Schleswig-Holstein 2 (Apenrade-Flensburg), Nationalliberal
- Cottenet, Georges von, Landrat,
WK Liegnitz 5 (Löwenberg), Konservativ
- Crämer, Carl, Privatmann,
WK Mittelfranken 1 (Nürnberg), Fortschrittspartei
- Cranach, Rudolph Anton Lucas von, Landrat,
WK Frankfurt 2 (Landsberg-Soldin), Konservativ
- Czartoryski, Roman Prinz,
WK Posen 5 (Kröben), Polnische Fraktion

## D

Adolph von Dietze
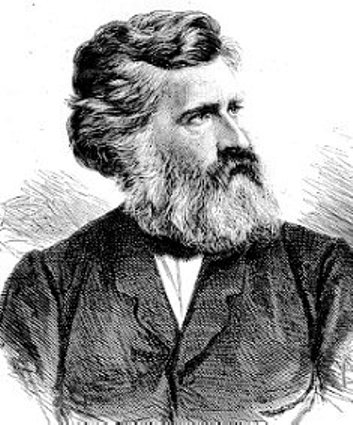
Franz Duncker

- Davier, Eduard Wieprecht von, Landrat,
WK Erfurt 1 (Nordhausen), Konservativ
- Decker, Johann Baptist Franz, kathol. Pfarrer,
WK Aachen 4 (Düren-Jülich), Zentrum
- Dennig, August, Bijouterie-Fabrikant,
WK Baden 9 (Durlach-Pforzheim), Nationalliberal
- Denzin, Carl Friedrich von, Rittergutsbesitzer,
WK Köslin 1 (Stolp-Lauenburg), Konservativ
- Dernburg, Friedrich, Hofgerichtsadvokat,
WK Hessen 5 (Offenbach-Dieburg), Nationalliberal
- Dickert, Julius, Privatier,
WK Königsberg 3 (Königsberg), Fortschrittspartei
- Diest, Gustav von, Regierungspräsident,
WK Danzig 2 (Danzig-Land), Konservativ
- Dietze, Gustav Adolf, Amtsrat und Rittergutsbesitzer,
WK Magdeburg 7 (Aschersleben-Calbe), Deutsche Reichspartei
- Dörnberg, Albert von, Landrat Siegen,
WK Arnsberg 1 (Siegen-Wittgenstein), Deutsche Reichspartei
- Dohna-Finckenstein, Rodrigo Otto Heinrich Graf zu, Landrat a. D. und Fideikommissherr,
WK Marienwerder 2 (Rosenberg-Löbau), Konservativ
- Dohna-Kotzenau, Graf Hermann zu, Herrschaftsbesitzer,
WK Liegnitz 4 (Lüben-Bunzlau), Nationalliberal
- Dove, Richard Wilhelm, Dr. jur. Professor der Rechte Göttingen,
WK Düsseldorf 6 (Duisburg), Nationalliberal
- Duerig, Georg, Forstmeister,
WK Unterfranken 2 (Kitzingen), Liberale Reichspartei (Nachwahl 1871)
- Duesberg, Theodor, Landrat Wiedenbrück,
 WK Minden 3 (Bielefeld-Wiedenbrück), Deutsche Reichspartei
- Duncker, Franz, Verlagsbuchhändler Berlin,
WK Berlin 5 (Fortschrittspartei)
- Dziembowski, Konstantin von, Rittergutsbesitzer,
 WK Bromberg 5 (Gnesen-Wongrowitz), Polnische Fraktion

## E

Otto Elben
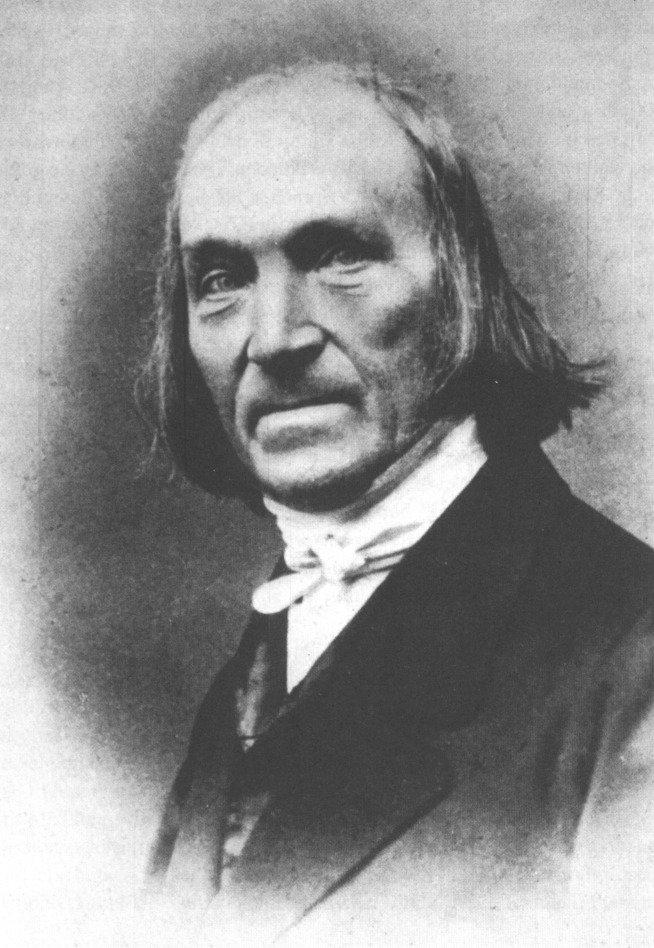
Georg Heinrich August Ewald

- Eckardstein-Prötzel, Ernst von, Rittergutsbesitzer,
WK Potsdam 5 (Oberbarnim), Deutsche Reichspartei
- Eckhard, Carl, Anwalt und Direktionsmitglied Rheinische Kreditbank Mannheim,
WK Baden 7 (Offenburg-Kehl), Nationalliberal
- Edel, Carl Franz Wilhelm, Dr. jur., Professor für Kriminalrecht und der Polizei Würzburg,
WK Schwaben 5 (Kaufbeuren-Füssen), fraktionslos liberal
- Eggert, Carl, Kaufmann Hamburg,
WK Bromberg 3 (Bromberg), Nationalliberal
- Elben, Otto, Dr., Chefredakteur und Herausgeber Schwäbischer Merkur Stuttgart,
WK Württemberg 4 (Böblingen-Leonberg-Maulbronn-Vaihingen), Nationalliberal
- Emden, Louis, Kaufmann Spandau,
WK Potsdam 7, Deutsche Fortschrittspartei.
- Ende, August Freiherr von, Regierungspräsident Schleswig,
WK Breslau 8 (Kreis Breslau-Neumarkt), Deutsche Reichspartei
- Endemann, Wilhelm, Dr. jur., Professor in Jena,
WK Sachsen-Weimar 2 (Eisenach), Nationalliberal
- Engel, Franz, Beigeordneter Leobschütz,
WK Oppeln 9 (Leobschütz), Nationalliberal
- Erhard, Otto, Dr., Rechtsanwalt Nürnberg,
WK Mittelfranken 5 (Dinkelsbühl), Fortschrittspartei
- Erxleben, Carl, Staats- und Finanzminister a. D.,
WK Hannover 4 (Osnabrück), Deutsch-Hannoversche Partei
- Eulenburg, Botho Heinrich zu, Regierungspräsident Marienwerder,
WK Marienwerder 7 (Schlochau-Flatow), Konservativ
- Evelt, August, Kreisgerichtsdirektor Hechingen,
WK Hohenzollern, Liberale Reichspartei
- Evers, Hermann, Richter,
 WK Minden 5 (Warburg-Höxter), Zentrum
- Ewald, Heinrich, Dr. phil., Professor für orientalische Sprachen Göttingen,
WK Hannover 8 (Hannover), Deutsch-Hannoversche Partei
- Eysoldt, Arthur, Advokat und Notar,
WK Sachsen 8 (Pirna-Stolpen), Fortschrittspartei

## F

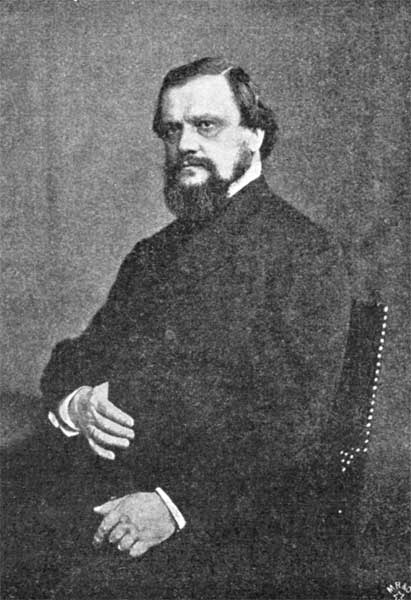
Adalbert Falk
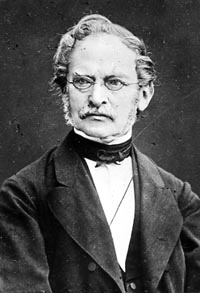
Peter Wilhelm Forchhammer
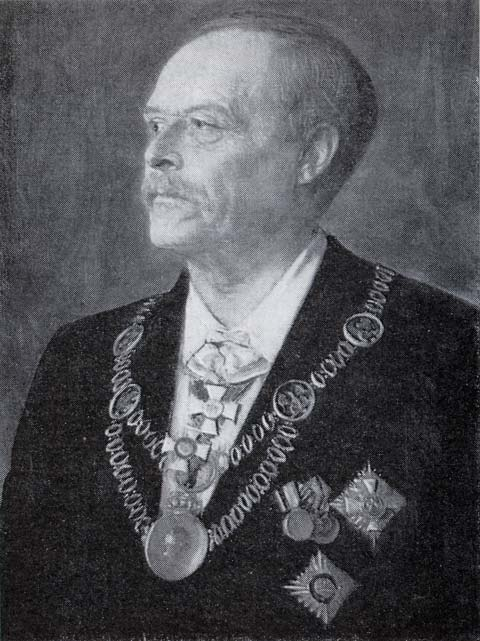
Max von Forckenbeck
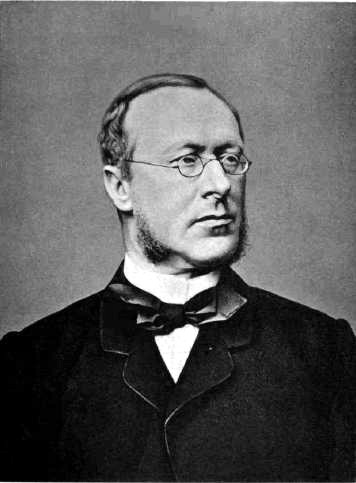
Georg Arbogast von und zu Franckenstein

- Falk, Adalbert, Oberlandesgerichtspräsident,
WK Liegnitz 4 (Lüben-Bunzlau), fraktionslos (Nachwahl 1872)
- Fauler, Eduard, Eisenwerks- und Gutsbesitzer,
WK Baden 5 (Freiburg-Emmendingen-Waldkirch), Nationalliberal
- Fernow, Friedrich, Rittergutsbesitzer,
WK Königsberg 2 (Wehlau-Labiau), Nationalliberal
- Fier, Ernst Heinrich Wilhelm, Gutsbesitzer und Bürgermeister a. D.,
WK Trier 2 (Wittlich-Bernkastel), Zentrum
- Fischer, Friedrich Wilhelm, Advokat Hannover,
WK Hannover 12 (Göttingen), Deutsch-Hannoversche Partei
- Fischer, Christian, Kaufmann,
WK Unterfranken 2 (Kitzingen), Fortschrittspartei
- Fischer, Ludwig von, rechtskundiger Bürgermeister Augsburg,
WK Schwaben 1 (Augsburg), Liberale Reichspartei
- Forchhammer, Peter Wilhelm, klassischer Philologe und Archäologe,
WK Schleswig Holstein 4, Fortschrittspartei (Nachwahl 1871)
- Forckenbeck, Max von, Rechtsanwalt,
WK Magdeburg 5 (Wolmirstedt-Neuhaldensleben), Nationalliberal
- Francke, Wilhelm, Rittergutsbesitzer,
WK Gumbinnen 2 (Ragnit-Pilkallen), Fortschrittspartei
- Frankenberg, Friedrich Graf von, Gutsbesitzer,
WK Oppeln 11 (Grottkau-Falkenberg), Deutsche Reichspartei
- Frankenberg-Ludwigsdorf, Leopold von, Oberappellationsgerichtspräsident a. D.,
WK Breslau 1 (Guhrau-Steinau-Wohlau), Konservativ
- Franckenstein, Georg Arbogast von und zu, Rittergutsbesitzer,
 WK Unterfranken 3 (Lohr am Main, Karlstadt, Hammelburg), Zentrum (Nachwahl 1872)
- Freeden, Wilhelm Ihno Adolph von, Direktor Norddeutsche Seewarte,
WK Hannover 1 (Norden-Emden-Leer), Nationalliberal
- Freytag, Andreas, Advokat München,
WK Oberpfalz 2 (Regensburg-Amberg), Zentrum
- Friedenthal, Carl Rudolph, Dr. jur., Landrat a. D. und Rittergutsbesitzer,
WK Oppeln 12 (Neiße), Deutsche Reichspartei
- Fries, Hugo Friedrich, Advokat,
WK Weimar 1 (Weimar), Nationalliberal
- Frisch, Christian, Gymnasialprofessor,
WK Württemberg 8 (Sulz-Horb-Oberndorf-Freudenstadt), Nationalliberal

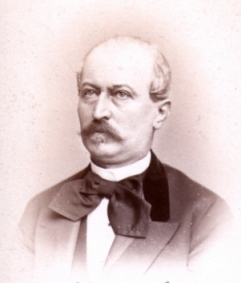
Rudolf Friedenthal
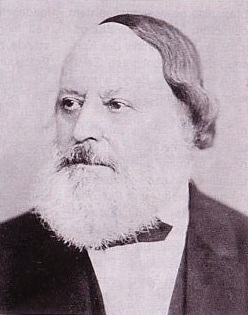
Christian von Frisch

## G

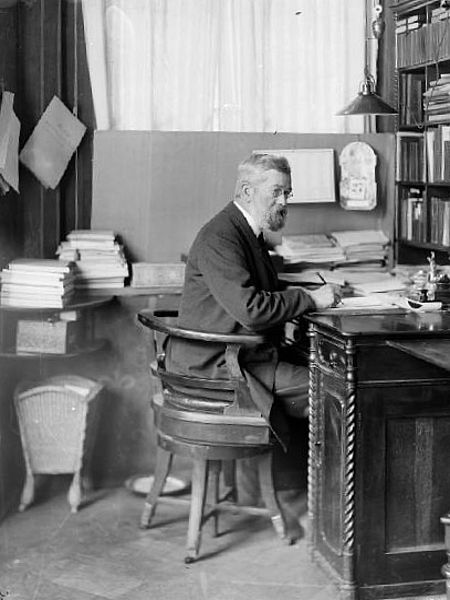
Otto Georgi
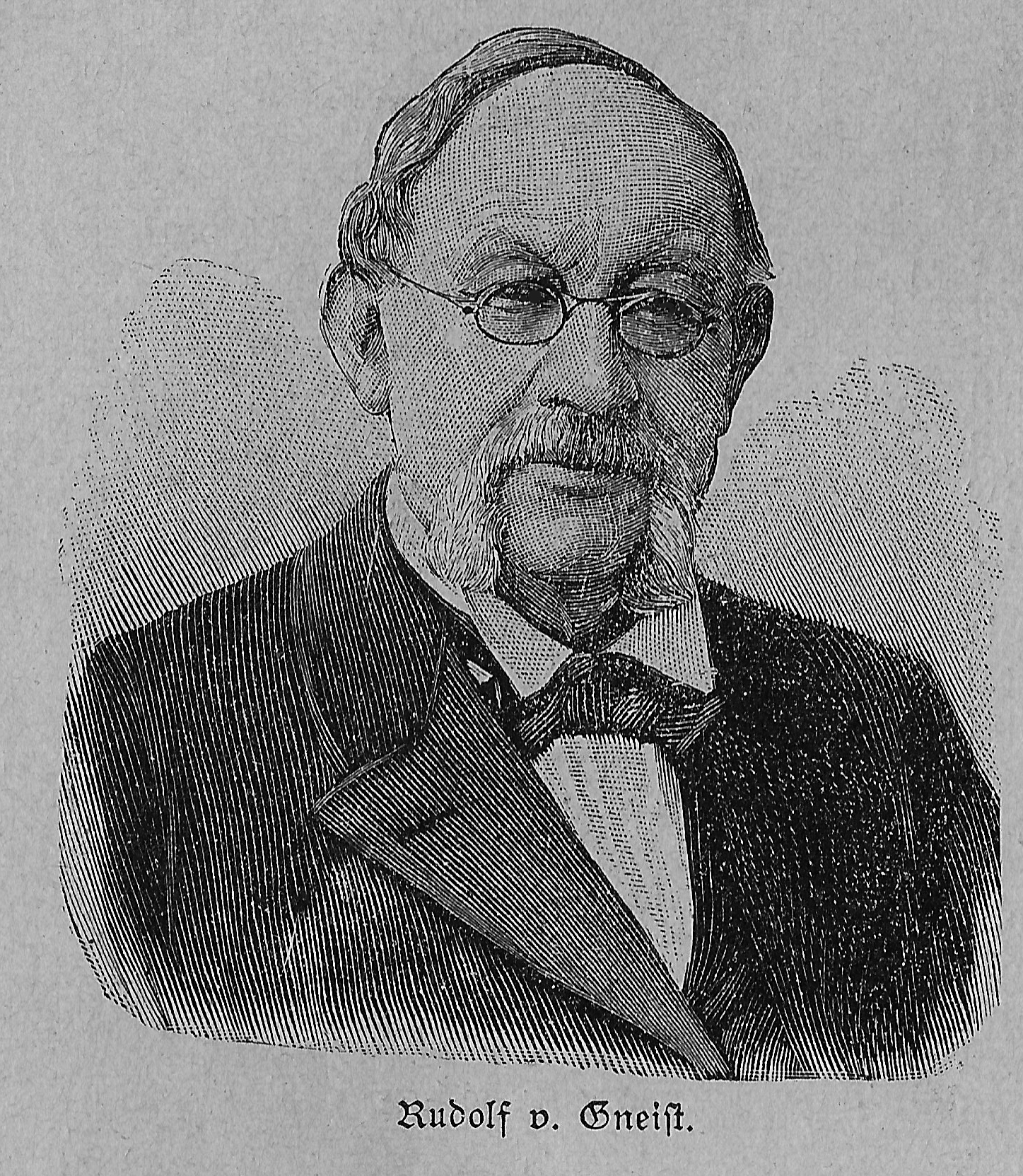
Rudolf von Gneist
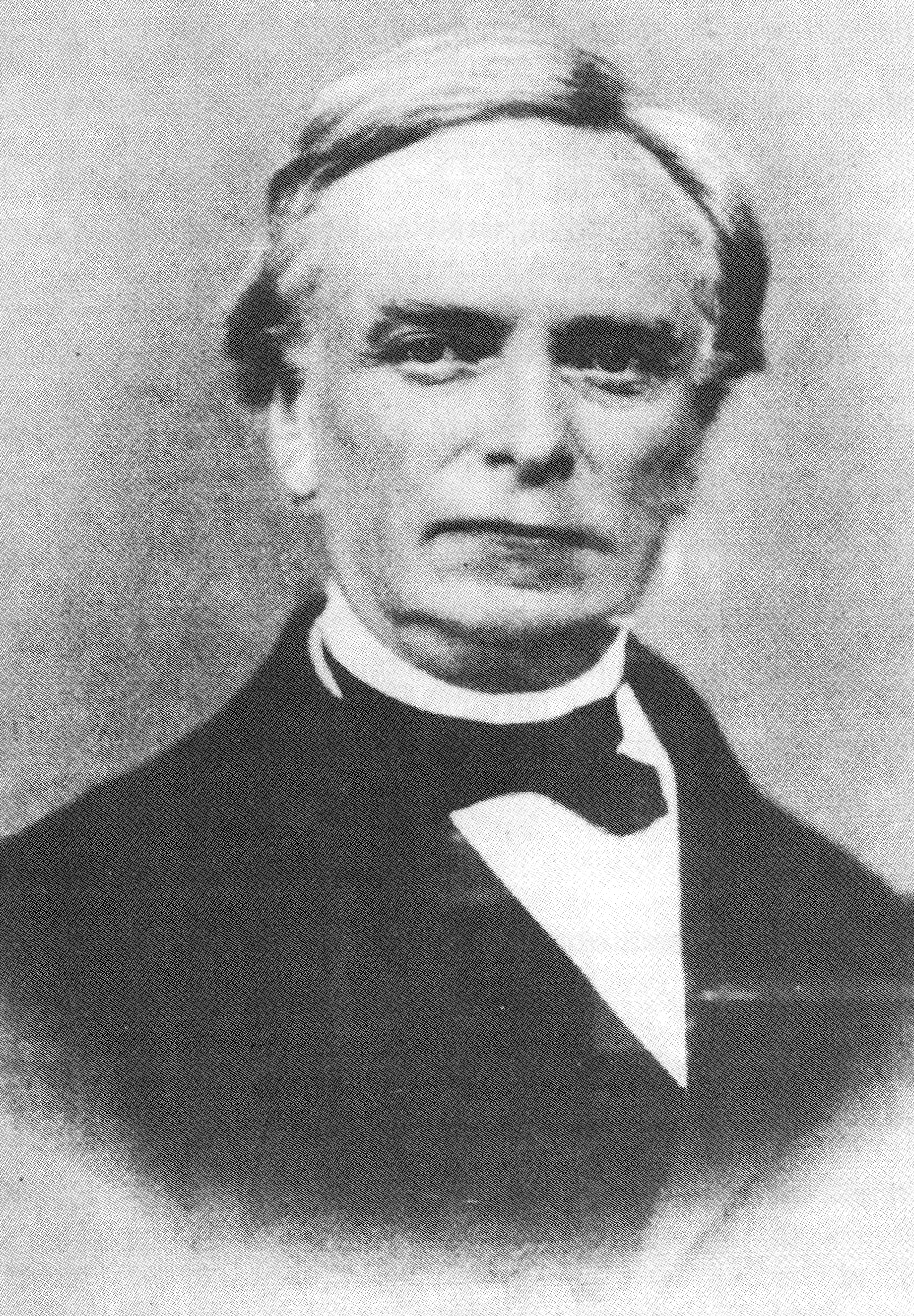
Adolf von Goppelt

- Genast, Wilhelm, Staatsanwalt,
WK Weimar 3 (Neustadt a. O.), Nationalliberal
- Georgi, Otto Robert, Dr. jur., Advokat,
WK Sachsen 22 (Auerbach-Reichenbach), Nationalliberal
- Gerlach, August von, Landrat und Gutsbesitzer,
WK Köslin 3 (Köslin-Kolberg-Bublitz), Konservativ
- Gerlich, Gustav, Rittergutsbesitzer,
WK Marienwerder 5 (Schwetz), Nationalliberal
- Gerstner, Joseph, Dr., Professor Universität Würzburg,
WK Unterfranken 6 (Aschaffenburg-Würzburg), Fortschrittspartei
- Gneist, Rudolph, Dr. jur., Professor Universität Berlin,
 WK Liegnitz 7 (Landeshut-Jauer-Bolkenhain), Nationalliberal
- Golsen, Carl Ludwig, Advokat a. D. und Gutsbesitzer,
WK Pfalz 6 (Kaiserslautern-Kirchheimbolanden), Nationalliberal
- Goltz, Rüdiger Freiherr von der, Dr. jur., Landrat und Rittergutsbesitzer,
WK Köslin 4 (Belgard-Schivelbein-Dramburg), Konservativ
- Goppelt, Adolf, Kaufmann,
WK Württemberg 3 (Heilbronn-Brackenheim), Nationalliberal
- Graepel, Carl Bernhard Friedrich, Amtsrichter,
WK Oldenburg 2 (Varel-Jever), Nationalliberal
- Grand-Ry, Andreas von, Gutsbesitzer,
 WK Koblenz 6 (Adenau-Cochem-Zell), Zentrum
- Gravenhorst, Carl, Obergerichtsanwalt Lüneburg,
WK Hannover 16 (Lüneburg-Soltau-Winsen/Luhe), Deutsch-Hannoversche Partei
- Greil, Franz Xaver, Lycealprofessor und kath. Priester,
WK Niederbayern 3 (Passau), Zentrum
- Grimm, Karl, Dr., Rechtsanwalt Marburg,
WK Kassel 5 (Marburg-Frankenberg), Konservativ
- Grosman, Nicola Philipp, Landgerichtsrat Köln,
WK Köln 1 (Stadt Köln), Zentrum
- Grosman, Friedrich Wilhelm, Rentner und Gutsbesitzer,
WK Köln 2 (Landkreis Köln), Zentrum
- Grote, Otto Freiherr von, Rittergutsbesitzer,
WK Hannover 15 (Lüchow-Dannenberg-Uelzen), Deutsch-Hannoversche Partei
- Grumbrecht, Friedrich Wilhelm, Bürgermeister Harburg,
 WK Hannover 17 (Harburg), Nationalliberal
- Günther, Theodor, Rittergutsbesitzer,
WK Sachsen 11 (Oschatz), Liberale Reichspartei
- Guenther, Franz Adolph, Rittergutsbesitzer,
WK Marienwerder 8 (Deutsch-Krone), Deutsche Reichspartei

## H

Albert Hänel
Friedrich Hammacher
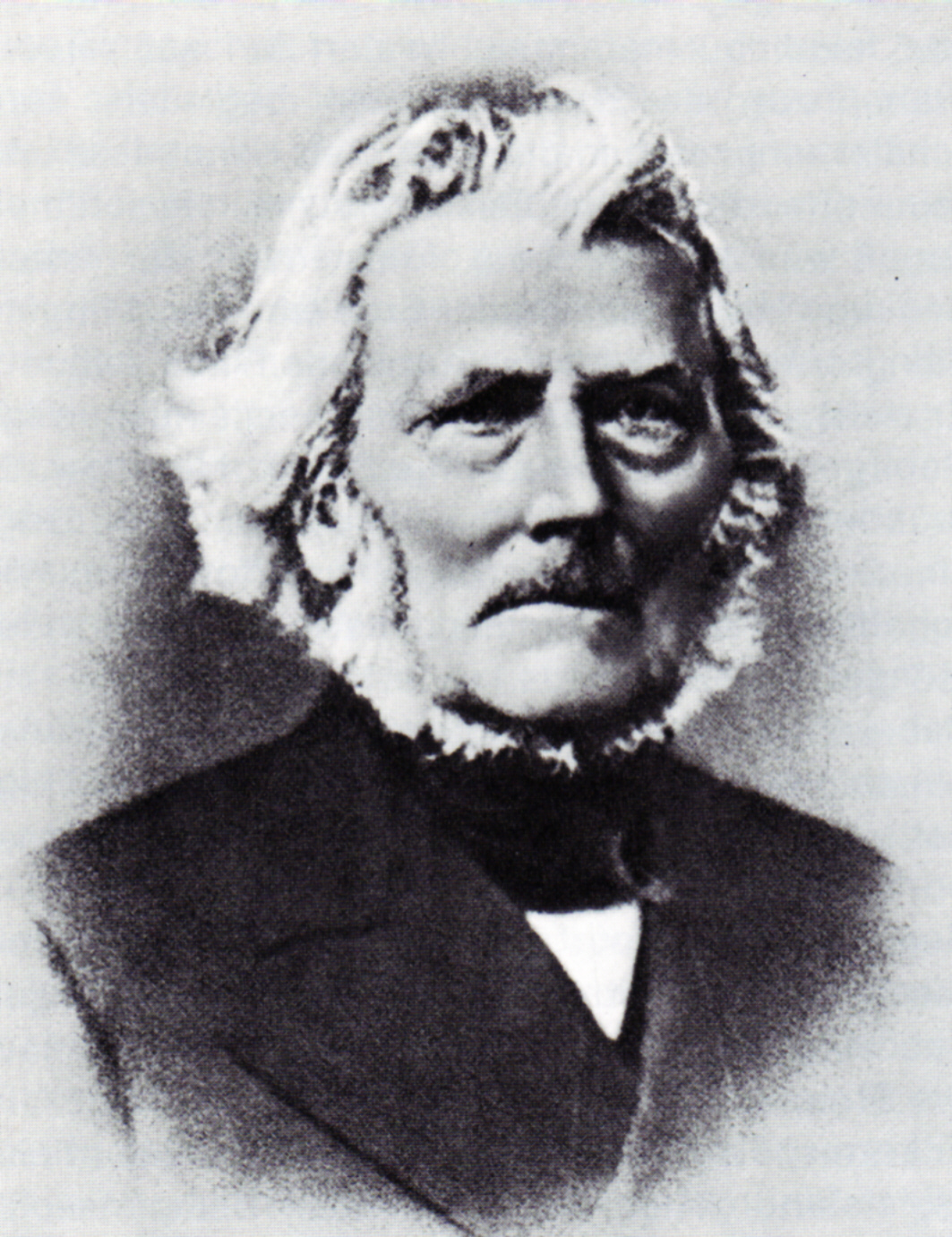
Friedrich Harkort
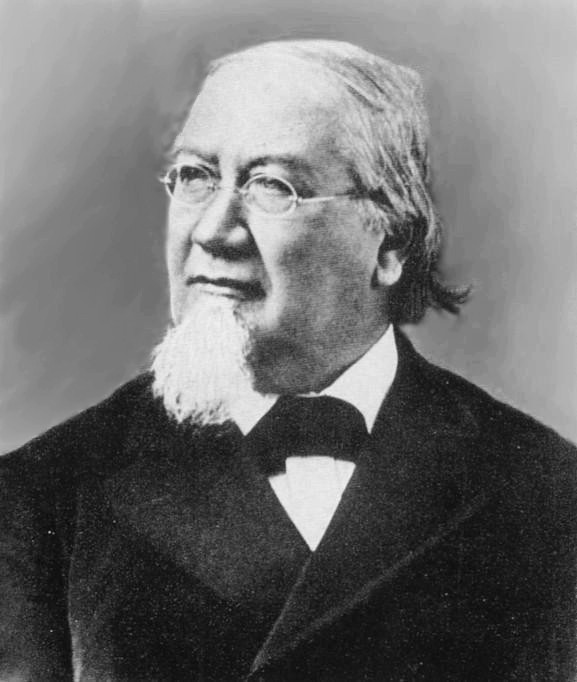
Julius Hölder

- Haanen, Bartholomäus, Kaufmann,
 WK Trier 4 (Saarburg, Merzig, Saarlouis), Zentrum (Nachwahl 1871)
- Haenel, Albert, Dr. jur., Professor Kiel,
WK Schleswig-Holstein 7 (Kiel), Fortschrittspartei
- Hafenbrädl, Aloys, Bezirksgerichtsrat,
WK Niederbayern 5 (Deggendorf), Zentrum
- Hagen, Adolf Hermann Wilhelm, Direktor Unionsbank Berlin,
WK Berlin 1 (Berlin), Fortschrittspartei
- Hagke, Friedrich Bernhard Freiherr von, Landrat und Rittergutsbesitzer,
WK Erfurt 3 (Langensalza-Mühlhausen-Weißensee), Deutsche Reichspartei
- Hammacher, Friedrich, Dr. jur., Bergwerks- und Hüttenbesitzer Essen,
WK Merseburg 4 (Halle), Nationalliberal
- Handjery, Nicolaus Prinz von, Dr. jur., Landrat Teltow,
WK Potsdam 10 (Teltow-Beeskow-Storkow), Konservativ
- Harkort, Friedrich, Kaufmann und Techniker,
WK Arnsberg 4 (Hagen), Fortschrittspartei,
- Harnier, Richard, Dr. jur., Direktor Landeskreditanstalt Kassel,
WK Kassel 4 (Eschwege-Schmalkalden-Witzenhausen), Nationalliberal
- Hasenclever, Richard, Dr., Sanitätsrat,
WK Aachen 1 (Schleiden-Malmedy-Montjoie), Liberale Reichspartei
- Hauck, Thomas, Bezirksamtmann,
WK Unterfranken 1 (Aschaffenburg), Zentrum
- Hausmann, August Ludwig, Fabrikant a. D.,
WK Potsdam 8 (Westhavelland), Fortschrittspartei
- Hausmann, Franz, Stadtsyndikus und Stadtrichter Horn,
WK Lippe-Detmold, Fortschrittspartei
- Haza-Radlitz, Albert Ludwig von Rittergutsbesitzer,
WK Marienwerder 6 (Conitz), Polnische Fraktion
- Hebting, Joseph, Weinhändler,
WK Baden 3 (Jestetten-Waldshut), Nationalliberal
- Heereman von Zuydwyck, Clemens von, Rittergutsbesitzer,
WK Münster 2 (Münster-Coesfeld), Zentrum
- Helldorff, Otto von, Landrat Wetzlar,
WK Koblenz 1 (Wetzlar-Altenkirchen), Konservativ
- Hennig, Julius Carl August von, Stadtrat Berlin,
 WK Marienwerder 3 (Graudenz-Strasburg), Nationalliberal
- Herrlein, Franz Joseph, Gutsbesitzer,
WK Kassel 7 (Fulda), Zentrum
- Herz, Carl, Bezirksgerichtsrat,
WK Mittelfranken 4 (Eichstätt), Fortschrittspartei
- Heydenreich, Ludwig, Rentner,
WK Pfalz 1 (Speyer-Frankenthal), Nationalliberal
- Hinschius, Paul, Professor,
WK Schleswig-Holstein 2 (Flensburg), Nationalliberale (Nachwahl 1872)
- Hirschberg, Karl Richard, Bürgermeister Meißen,
WK Sachsen 7 (Meißen), Liberale Reichspartei
- Hölder, Julius, Rechtsanwalt Stuttgart,
WK Württemberg 10 (Göppingen-Gmünd-Schorndorf-Welzheim), Nationalliberal
- Hörmann von Hörbach, Winfried, Regierungspräsident Schwaben und Neuburg,
WK Unterfranken 5 (Schweinfurt), liberale Reichspartei
- Hoffmann, Carl Johann, Dr., Hofgerichtsadvokat Darmstadt,
 WK Hessen (Darmstadt-Groß Gerau), Nationalliberal
- Hohenlohe-Öhringen, Hugo Fürst zu, Standesherr,
 WK Oppeln 4 (Lublinitz-Tost-Gleiwitz), Deutsche Reichspartei
- Hohenlohe-Schillingsfürst, Chlodwig Fürst von, Staatsminister a. D.,
 WK Oberfranken 3 (Forchheim), Liberale Reichspartei
- Hohenlohe-Langenburg, Hermann Fürst zu, Standesherr,
 WK Württemberg 12, Deutsche Reichspartei
- Holzer, Carl Josef, Dr. theol., Dompropst Trier,
 WK Trier 1 (Daun-Prüm-Bitburg), fraktionslos konservativ
- Hoverbeck, Leopold Freiherr von, Gutsbesitzer,
 WK Gumbinnen 7 (Sensburg-Ortelsburg), Fortschrittspartei
- Hüllessem-Meerscheidt, Otto Karl Freiherr von, Landrat Königsberg und Gutsbesitzer,
 WK Königsberg 4 (Königsberg-Fischhausen), Konservativ

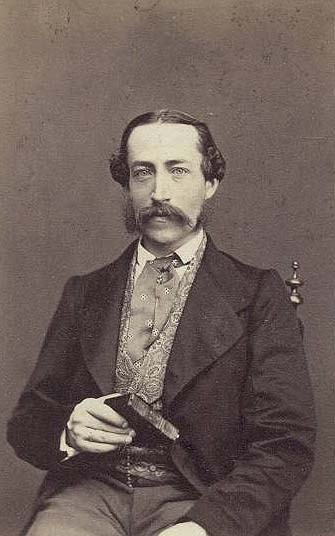
Hugo zu Hohenlohe-Öhringen
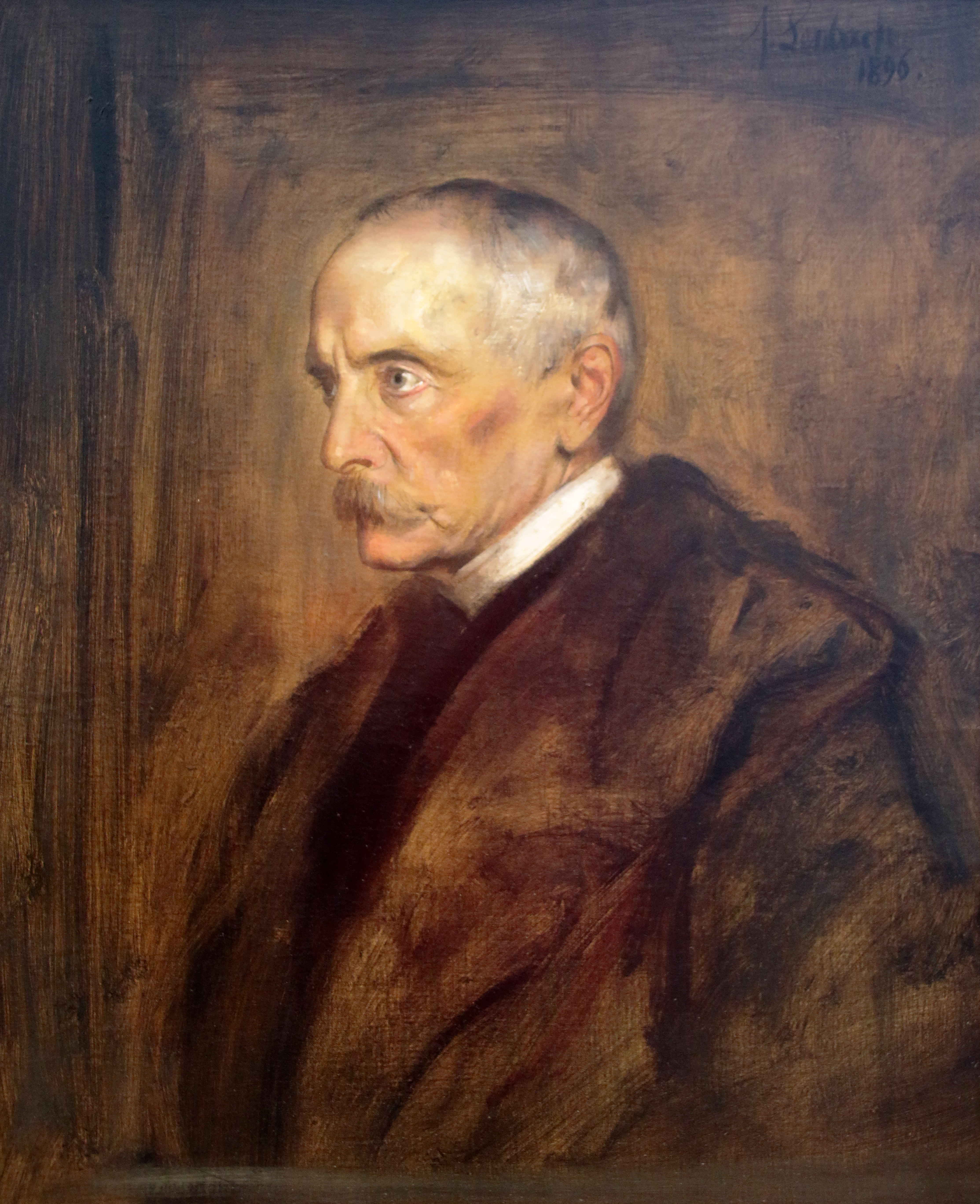
Chlodwig zu Hohenlohe-Schillingsfürst
Hermann zu Hohenlohe-Langenburg

## J

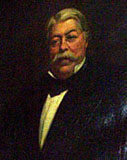
Ludwig Andreas Jordan

- Jacobi, Ludwig, Geheimer Regierungsrat,
 WK Liegnitz 6 (Liegnitz-Goldberg-Hainau), Nationalliberal
- Jagow, Gustav Wilhelm von, Oberpräsident Brandenburg,
WK Potsdam 1 (Westprignitz), Konservativ
- Jazdzewski, Ludwig von, Professor,
WK Posen 9 (Krotoschin), Polnische Fraktion (Nachwahl 1872)
- Jensen, Friedrich Heinrich Otto, Obergerichtsrat a. D.,
 WK Schleswig-Holstein 6 (Glückstadt-Elmshorn), Partikularist
- Jordan, Ludwig Andreas, Weingutbesitzer,
WK Pfalz 2 (Landau), Nationalliberal
- Jüngken, Hermann, Rittergutsbesitzer,
WK Merseburg 6 (Sangerhausen-Eckartsberga), Nationalliberal

## K

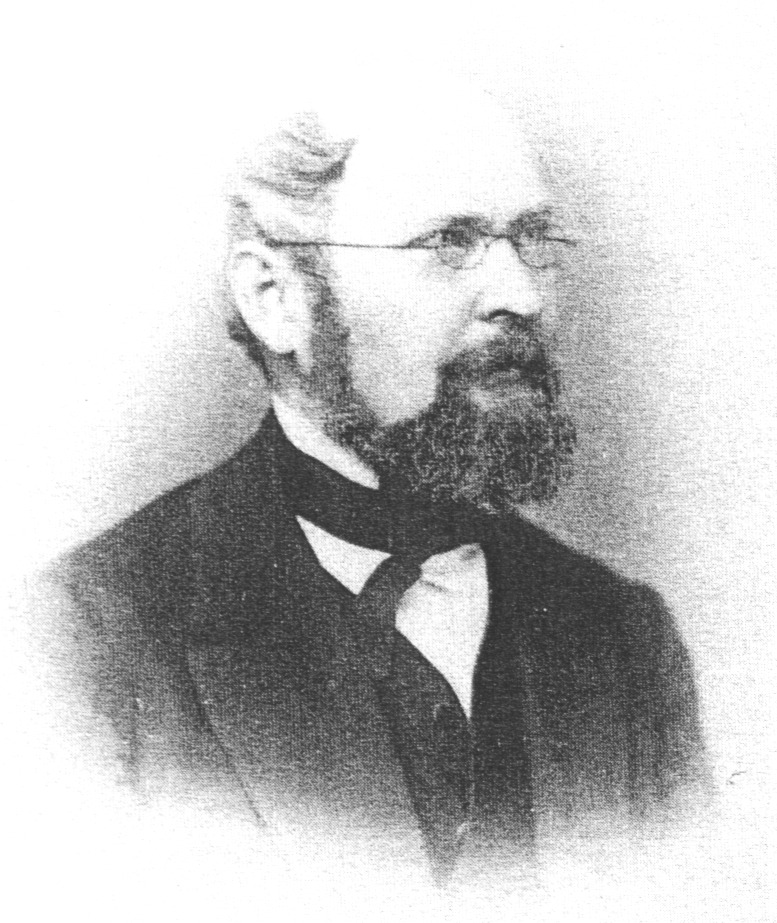
Carl Hermann Kanngießer
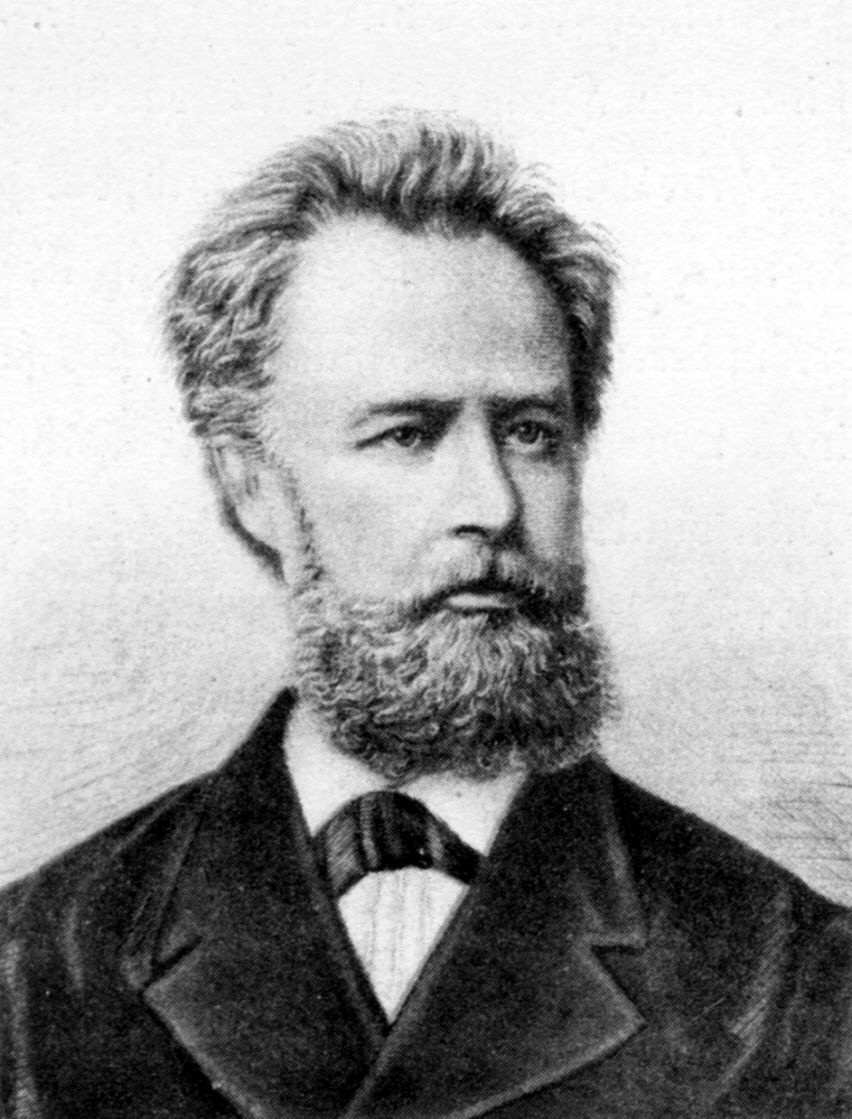
Friedrich Kapp
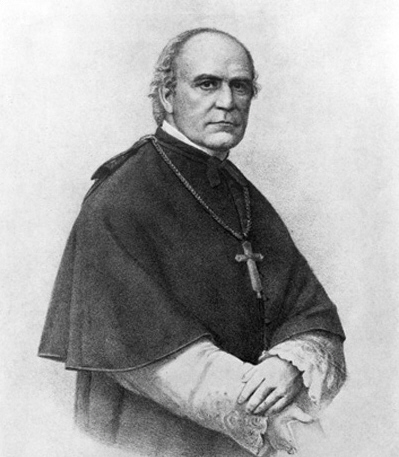
Wilhelm Emmanuel von Ketteler
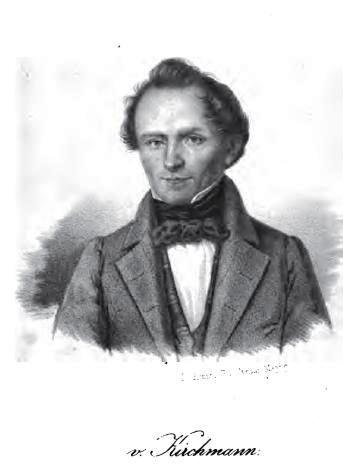
Julius von Kirchmann

- Kaemmerer, Carl, Kaufmann,
 WK Herzogtum Gotha, Nationalliberal
- Kalckstein, Willibald von, Landrat,
 WK Königsberg 5 (Heiligenbeil-Preußisch Eylau), Konservativ
- Kalkstein, Michael von, Rittergutsbesitzer,
 WK Danzig 5 (Berent-Preußisch Stargard), Polnische Fraktion
- Kanngießer, Carl Hermann, Appellationsgerichtsrat Magdeburg,
 WK Fürstentum Schwarzburg-Sondershausen, Nationalliberal
- Kapp, Friedrich, Dr., Privatmann,
 WK Magdeburg 1 (Salzwedel, Gardelegen), Nationalliberal (bei Nachwahl 1872 nachgerückt)
- Kardorff, Wilhelm von, Rittergutsbesitzer,
 WK Breslau 3 (Wartenberg-Oels), Deutsche Reichspartei
- Karstedt, Carl Otto Sigismund von, Rittergutsbesitzer,
 WK Potsdam 2 (Ost-Prignitz), Konservativ
- Kastner, Wilhelm, Stadtrichter München,
 WK Oberbayern (München II), Liberale Reichspartei
- Kayser, Adolf, Staatsanwalt
WK Frankfurt 3 (Königsberg/Neumark), Deutsche Reichspartei (Nachwahl 1872)
- Kesseler, Eugen von, Rittergutsbesitzer,
 WK Köln 4 (Rheinbach-Bonn), Zentrum
- Keßler, Emil von, Direktor Maschinenfabrik Esslingen,
 WK Württemberg 5 (Esslingen-Kirchhein-Nürtingen-Urach), Nationalliberal
- Ketteler, Wilderich Freiherr von, Rittergutsbesitzer,
 WK Minden 4 (Paderborn-Büren), Zentrum
- Ketteler, Wilhelm Emmanuel Freiherr von, Dr. theol., Bischof von Mainz,
 WK Baden 14 (Buchen-Walldürn-Tauberbischofsheim), Zentrum
- Keudell, Robert von, Geheimer Legationsrat,
 WK Frankfurt 3, Deutsche Reichspartei
- Keyserlingk zu Rautenburg, Reichsgraf Otto von, Majoratsherr,
 WK Gumbinnen 1 (Tilsiter Niederung), Konservativ
- Kiefer, Friedrich, Oberstaatsanwalt Mannheim,
 WK Baden 6 (Kenzingen-Ettenheim-Lahr-Wolfbach), Nationalliberal
- Kirchmann, Julius Hermann von, Appellationsgerichtsvizepräsident a. D.,
 WK Breslau 6 (Stadt Breslau Ost), Fortschrittspartei
- Kirsner, Ludwig, Hofapotheker Donaueschingen,
 WK Baden 2 (Braundorf-Engen-Donaueschingen), Nationalliberal
- Kleist, Ewald Graf von, Landrat a. D. und Gutsbesitzer,
 WK Frankfurt 7 (Guben.Lübben), Konservativ
- Klotz, Jacob, Fabrikant,
 WK Wiesbaden 1, Fortschrittspartei
- Klotz, Moritz, Kreisgerichtsrat Berlin,
 WK Berlin 2, Fortschrittspartei
- Knapp, Johannes, Gutsbesitzer,
 WK Wiesbaden 4 (Diez-Limburg), Fortschrittspartei
- Koch, Ferdinand, Hüttenbesitzer,
 WK Braunschweig 3 (Holzminden-Gandersheim-Harzburg), Nationalliberal
- Köchly, Hermann, Dr. phil., Professor in Heidelberg,
 WK Sachsen 14 (Pegau-Borna), Fortschrittspartei
- Köster, Hans, Dr. phil., Rittergutsbesitzer,
 WK Frankfurt 9 (Cottbus-Spremberg), Konservativ
- Kommerstädt, Heinrich Ludwig von, Legationsrat,
 WK Fürstentum Reuß ältere Linie, fraktionslos konservativ
- Kottmüller, Emeran, Gutsbesitzer und Bierbrauer,
 WK Oberbayern 6 (Weilheim), Liberale Reichspartei
- Kraetzig, Adalbert, Dr. jur., Ministerialdirektor,
 WK Breslau 3 (Frankenstein-Münsterberg), Zentrum
- Kratz, Franz Josef, Kammerpräsident Landgericht Köln,
 WK Düsseldorf 10 (Gladbach), fraktionslos liberal
- Kraussold, Max, prot. Pfarrer,
 WK Oberfranken 2 (Bayreuth), Fortschrittspartei
- Krebs, Joseph, Dr. phil., Schriftsteller,
 WK Düsseldorf 5 (Siegkreis-Waldbröl). Zentrum
- Krieger, Richard, Regierungsrat,
 WK Herzogtum Lüneburg, Nationalliberal
- Krüger, Hans Andersen, Hofbesitzer,
 WK Schleswig-Holstein 1 (Hadersleben-Sonderburg), Dänisch
- Krug von Nidda, Otto Ludwig, Oberberghauptmann,
 WK Trier 5 (Saarbrücken), Deutsche Reichspartei
- Krzyzanowski, Heinrich von, Rittergutsbesitzer,
 WK Posen 9 (Krotoschin), Polnische Fraktion
- Künzer, Franz, Dr. jur., Domkapitular Breslau,
 WK Breslau 12 (Glatz-Habelschwerdt), Deutsche Reichspartei
- Kusserow, Heinrich von, Legationssekretär,
 WK Düsseldorf 2 (Barmen-Elberfeld). Liberale Reichspartei

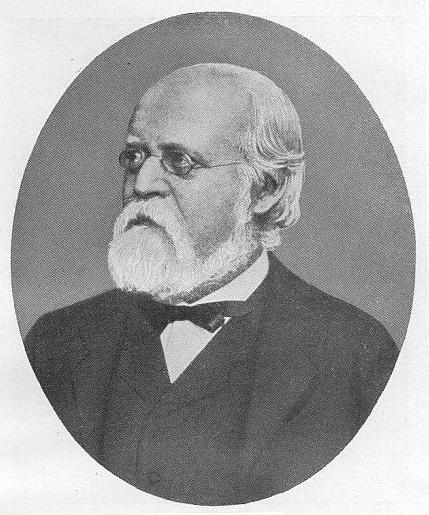
Hermann Köchly
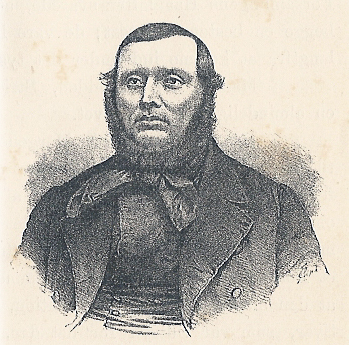
Hans Andersen Krüger

## L

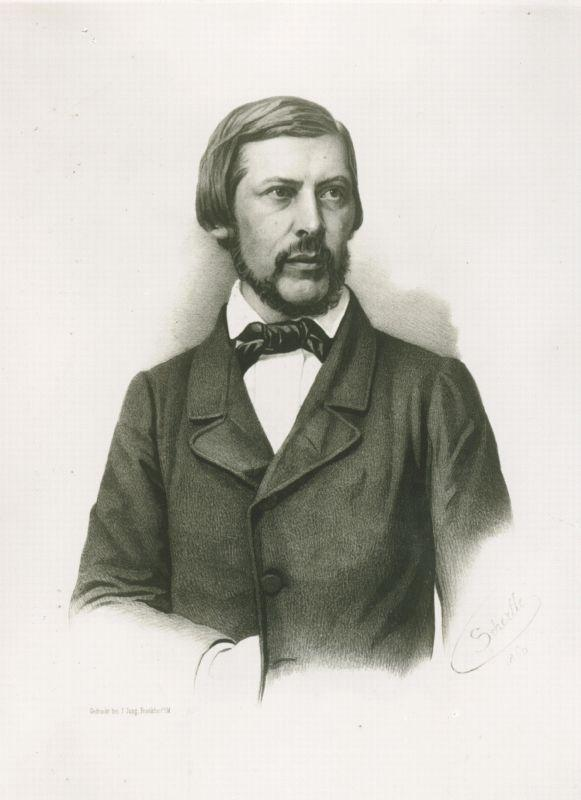
August Lamey
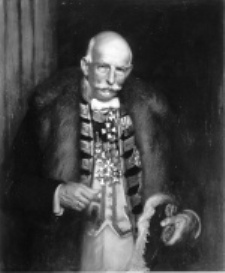
Ignatz von Landsberg-Velen und Steinfurt
Eduard Lasker
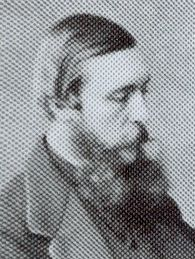
Karl Graf v. Lehndorff

- Lamey, August, Dr., Präsident des badischen Innenministeriums a. D.,
 WK Baden 11 (Mannheim-Schwetzingen-Weinheim), Nationalliberal
- Landsberg-Velen und Gemen, Friedrich von, Standesherr,
 WK Münster 3 (Borken-Recklinghausen), Zentrum
- Landsberg-Velen und Steinfurt, Ignatz Reichsfreiherr von, Landrat Steinfurt,
 WK Münster 4 (Beckum-Lüdinghausen-Warendorf), Zentrum
- Lasker, Eduard, Rechtsanwalt und Syndikus,
 WK Meiningen 2 (Sonneberg-Saalfeld), Nationalliberal
- Lehndorff-Steinort, Carl Graf von, Legationsrat zur Disposition,
WK Gumbinnen 5 (Angerburg-Lötzen), Konservativ
- Lenthe, Ernst Ludwig von, Oberappellationsrat a. D. und Rittergutsbesitzer,
 WK Hannover 9 (Wennigsen-Calenberg-Münder-Hameln), Deutsch-Hannoversche Partei, Hospitant der Zentrumsfraktion
- Lentz, Werner August Friedrich, Obergerichtsrat,
 WK Oldenburg 1 (Oldenburg), Nationalliberal
- Lesse, Theodor Wilhelm, Justizrat,
 WK Danzig 3 (Danzig), Nationalliberal
- Lichnowsky, Carl Maria Faustus Timoleon Fürst von, Majoratsherr,
 WK Oppeln 8 (Ratibor), Deutsche Reichspartei
- Lieber, Ernst, Dr. jur., Privatmann,
 WK Wiesbaden 3 (St. Goarshausen-Braubach-Nastätten-Nassau-Montabaur-Wallmerod), Zentrum
- Lindau, Jakob, Kaufmann,
WK 8 (Achern-Bühl-Baden-Rastatt), Zentrum, legte sein Mandat am 14. April 1871 nieder
- Lindenau, Wolf Hugo von, Legationsrat,
 WK Frankfurt 10 (Calau-Luckau), Deutsche Reichspartei
- Lingens, Joseph, Rechtsanwalt,
 WK Köln 5 (Siegkreis-Waldbröl), Zentrum
- Loë, Otto Freiherr von, Legationssekretär a. D.,
 WK Düsseldorf 7 (Moers-Rees), Zentrum
- Loewe, Wilhelm, Dr. med., praktischer Arzt Berlin,
 WK Arnsberg 5 (Bochum), Fortschrittspartei
- Löwenstein-Wertheim-Rosenberg, Karl Fürst zu, Standesherr,
 WK Unterfranken 3 (Lohr), Zentrum
- Lorentzen, Karl, Dr. phil., Schriftsteller,
 WK Schleswig-Holstein 5 (Norder- und Süderdithmarschen), Fortschrittspartei
- Lottner, Ludwig von, Gutsbesitzer,
 WK Niederbayern 6 (Kelheim-Rottenburg-Mallersdorf), Liberale Reichspartei
- Louis, Ludwig, Advokat München,
 WK Pfalz 3 (Germersheim), Liberale Reichspartei
- Lucius, Carl, Rentner,
 WK Aachen 5 (Heinsberg-Erkelenz-Geilenkirchen), Zentrum
- Lucius von Ballhausen, Robert, Dr. med., Rittergutsbesitzer,
 WK Erfurt 4 (Erfurt-Schleusingen-Ziegenrück), Deutsche Reichspartei
- Ludwig, Richard, Advokat Chemnitz,
 WK Sachsen 16 (Chemnitz), Fortschrittspartei
- Lugscheider, Matthaeus, kath. Priester,
 WK Oberbayern 5 (Wasserburg), Zentrum
- Luxburg, Friedrich Graf von, Regierungspräsident,
 WK Unterfranken 4 (Neustadt a. S.), Liberale Reichspartei

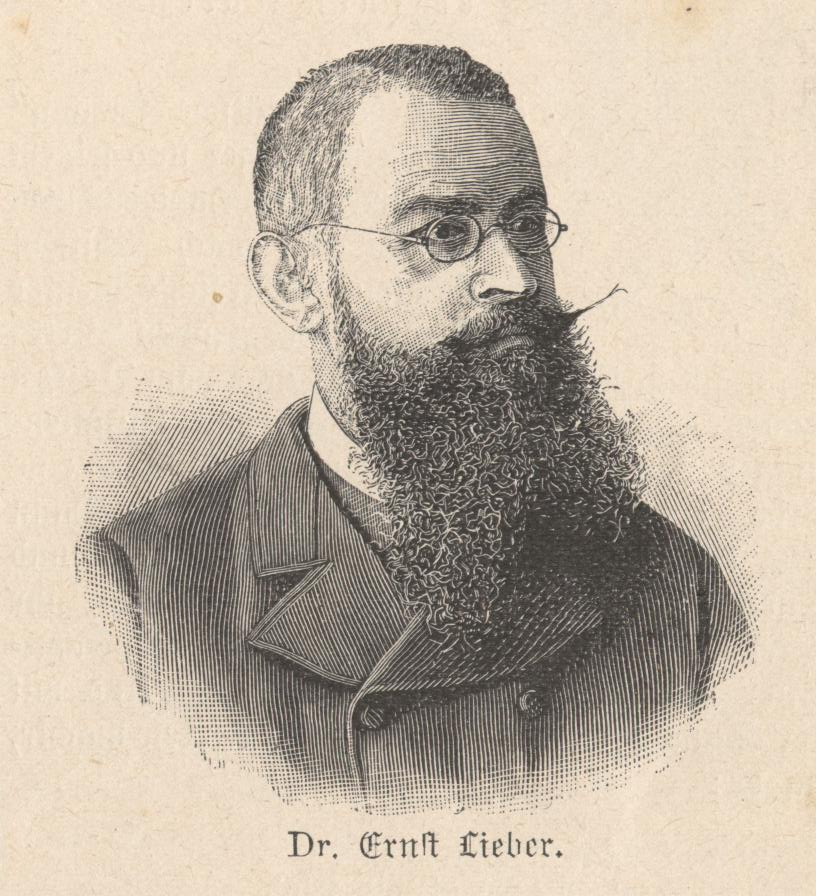
Ernst Lieber
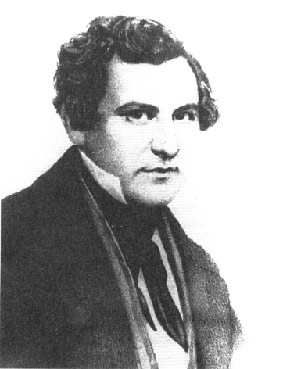
Wilhelm Loewe
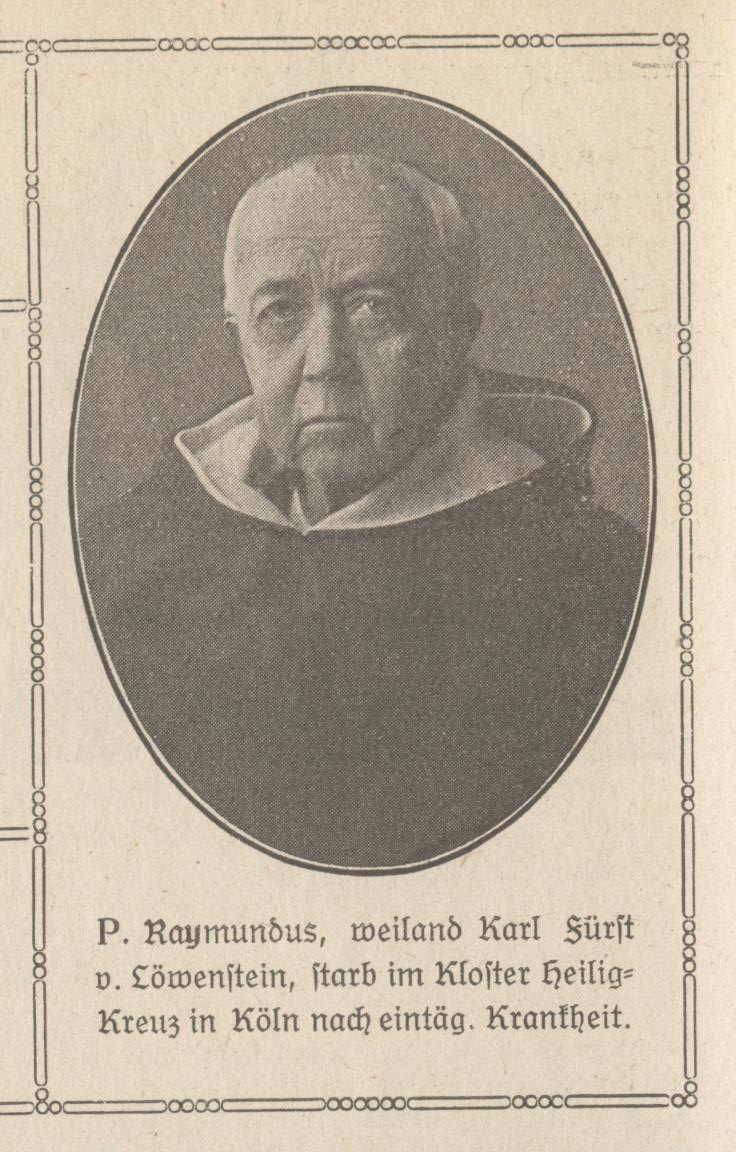
Karl zu Löwenstein-Wertheim-Rosenberg
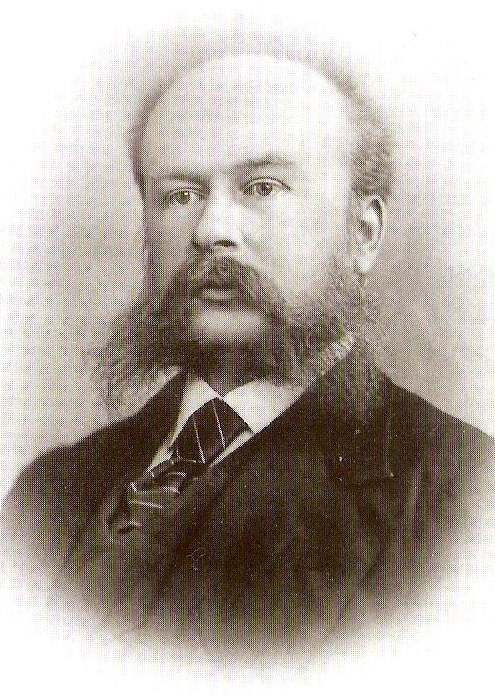
Friedrich von Luxburg

## M

Hermann von Mallinckrodt
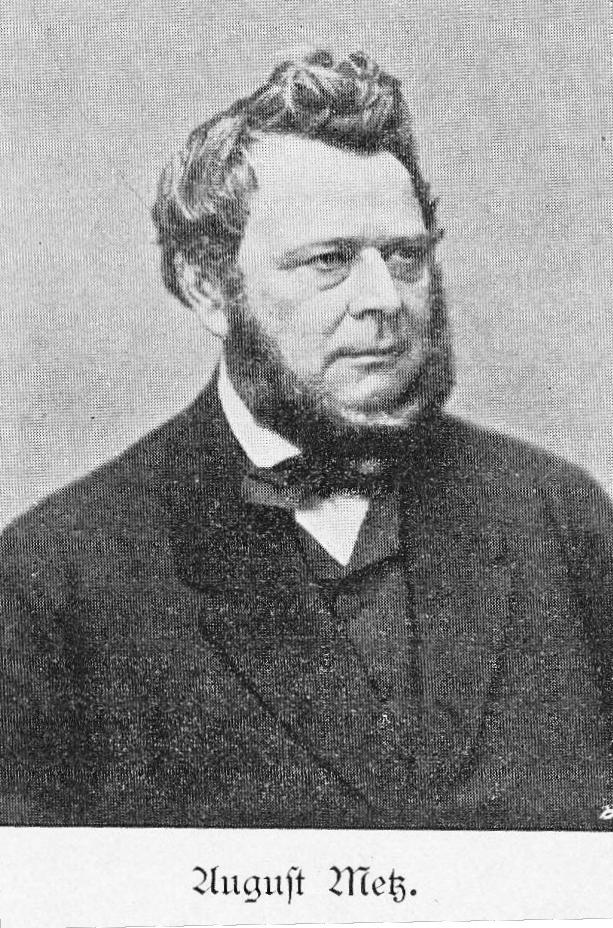
August Metz
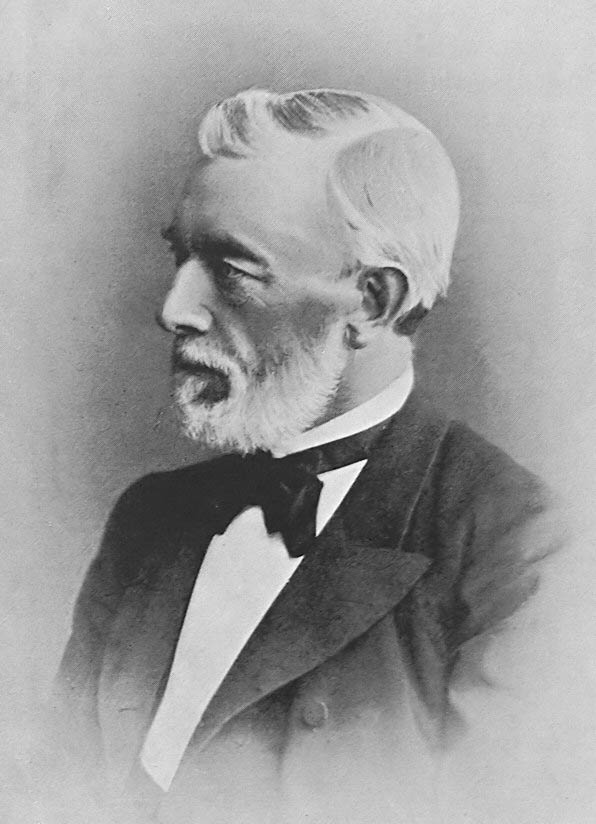
Johannes Miquel
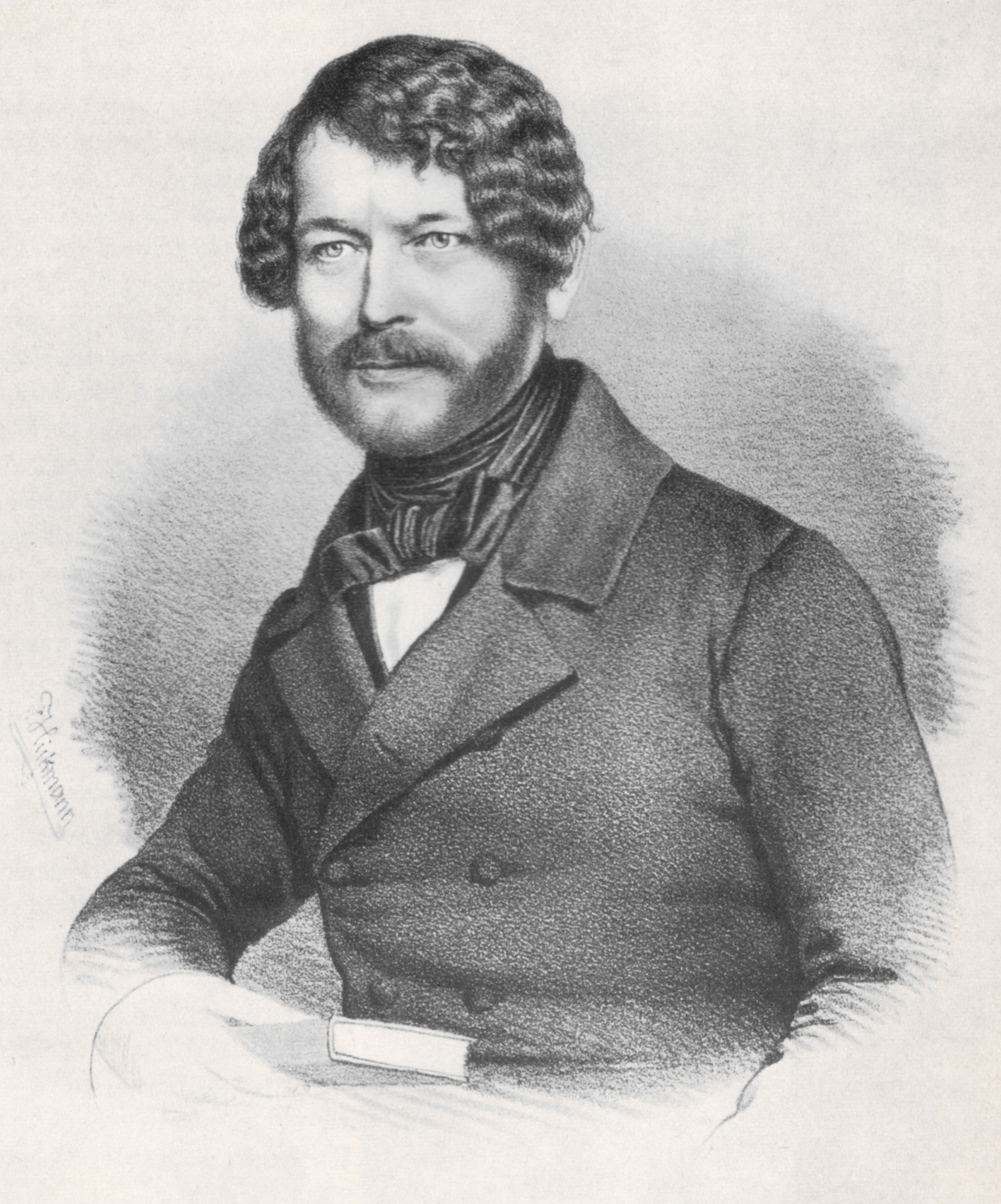
Moritz Mohl

- Mallinckrodt, Hermann von, Regierungsrat,
 WK Münster 1 (Ahaus-Steinfurt-Tecklenburg), Zentrum
- Maltzahn, Helmut Freiherr von, Rittergutsbesitzer,
 WK Stettin 1 (Anklam-Demmin), Konservativ
- Maltzan, August Graf von, Standesherr,
 WK Breslau 2 (Militsch-Trebnitz), Deutsche Reichspartei
- Mankowski, Napoleon Xaver von, Rittergutsbesitzer,
 WK Posen 7 (Schrimm-Schroda), Polnische Fraktion
- Maranski, Anton, Probst,
WK Marienwerder 4 (Thorn, Kulm, Briesen), Polnische Fraktion
- Marquardsen, Heinrich, Dr. jur., Professor Erlangen,
 WK Mittelfranken 2 (Erlangen-Fürth), Nationalliberal
- Martin, Georg, Rentner,
 WK Hessen 6 (Bensheim-Erbach), Nationalliberal
- Mayer, Max Theodor, Dr. jur., Appellationsgerichtsrat,
 WK Schwaben 2 (Neuburg-Donauwörth-Nördlingen), Zentrum
- Metz, August Joseph, Dr., Hofgerichtsadvokat Darmstadt,
 WK Hessen 8 (Bingen-Allzey), Nationalliberal
- Meyer, Friedrich, Justizrat
 WK Marienwerder 4 (Thorn-Kulm-Briesen), Nationalliberal (Nachwahl 1871)
- Minckwitz, Heinrich Eduard, Dr. jur., Rechtsanwalt,
 WK Sachsen 19 (Stolberg-Hartenstein-Lösnitz), Fortschrittspartei
- Minnigerode, Wilhelm von, Majoratsherr,
 WK Ostpreußen 7 (Preußisch Holland-Mohrungen), Konservativ
- Miquel, Johannes, Oberbürgermeister a. D., Mitdirektor Disconto-Gesellschaft,
 WK Fürstentum Waldeck, Nationalliberal
- Mohl, Moritz, Obersteuerrat,
 WK Württemberg 13 (Aalen, Ellwangen), fraktionslos (Nachwahl 1871)
- Moltke, Helmuth Karl Bernhard von, General der Infanterie, Chef des Generalstabes,
 WK Königsberg 1 (Memel-Heydekrug), Konservativ
- Mosig von Aehrenfeld, Karl August von, Advokat und Rittergutsbesitzer,
 WK Sachsen 2 (Löbau-Bernstadt), Nationalliberal
- Mosle, Alexander Georg, Kaufmann,
 WK Freie Stadt Bremen, Nationalliberal
- Moufang, Christoph, Domkapitular Mainz,
 WK Koblenz 5 (Mayen-Ahrweiler), Zentrum
- Müllauer, Robert, Gutsbesitzer,
 WK Gumbinnen 3 (Gumbinnen-Insterburg), Fortschrittspartei
- Müller, Eduard, kath. Priester,
 WK Oppeln 7 (Rybnik-Pleß), Zentrum
- Müller, Louis, Dr. phil., Guts- und Fabrikbesitzer,
 WK Liegnitz 9 (Görlitz-Lauban), Fortschrittspartei
- Müller, Gustav, Kaufmann,
 WK Württemberg 1 (Stuttgart), Nationalliberal
- Münster-Langelage, Otto Georg Graf zu, Amtshauptmann,
 WK Sachsen 23 (Plauen), Liberale Reichspartei
- Münster-Ledenburg, Georg Herbert Graf zu, Erblandmarschall ehem. Königreich Hannover,
 WK Hannover 13 (Herzberg-Goslar), Deutsche Reichspartei

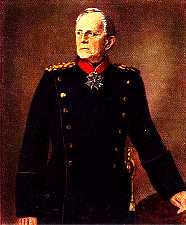
Helmuth von Moltke
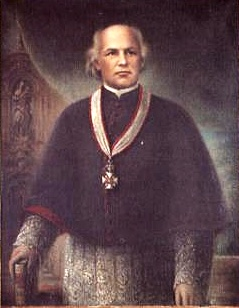
Christoph Moufang
Fürst Georg Münster von Derneburg

## N

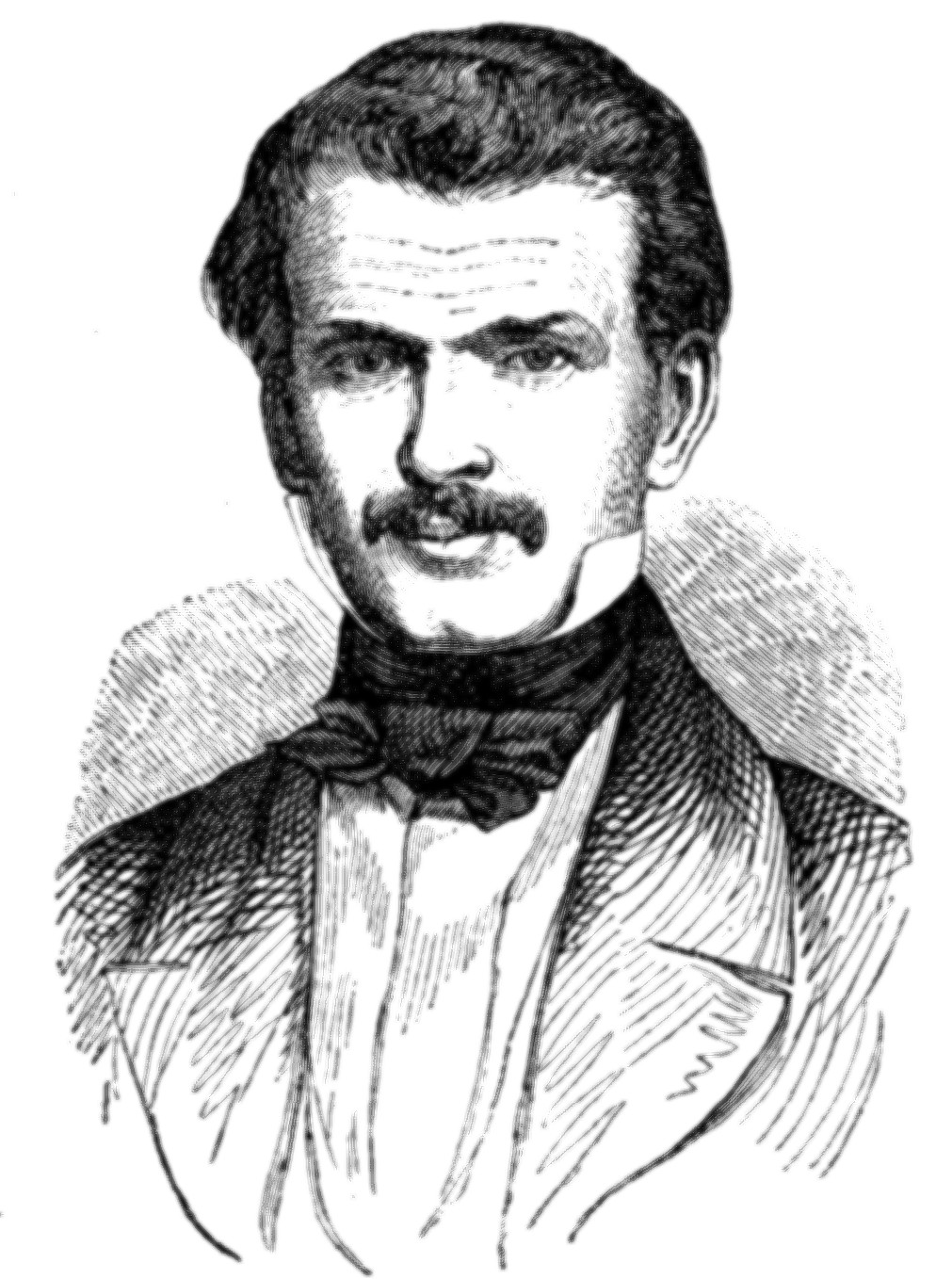
Władysław Niegolewski

- Niegolewski, Władysław, Dr. jur., Rittergutsbesitzer,
 WK Posen 1 (Posen), Polnische Fraktion
- Nieper, Carl Ferdinand, Dr. jur., Landdrost zur Disposition,
 WK Hannover 7 (Nienburg), Deutsch-Hannoversche Partei
- Nordeck zur Rabenau, Adalbert Freiherr, Gutsbesitzer,
 WK Hessen 1 (Gießen-Grünberg-Nidda), Liberale Reichspartei
- Notter, Friedrich, Dr. Schriftsteller,
 WK Württemberg 9 (Balingen-Rottweil), Nationalliberal

## O

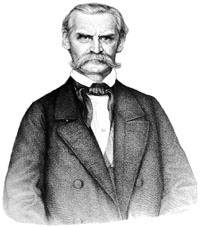
Friedrich Oetker
Alexander von Oheimb
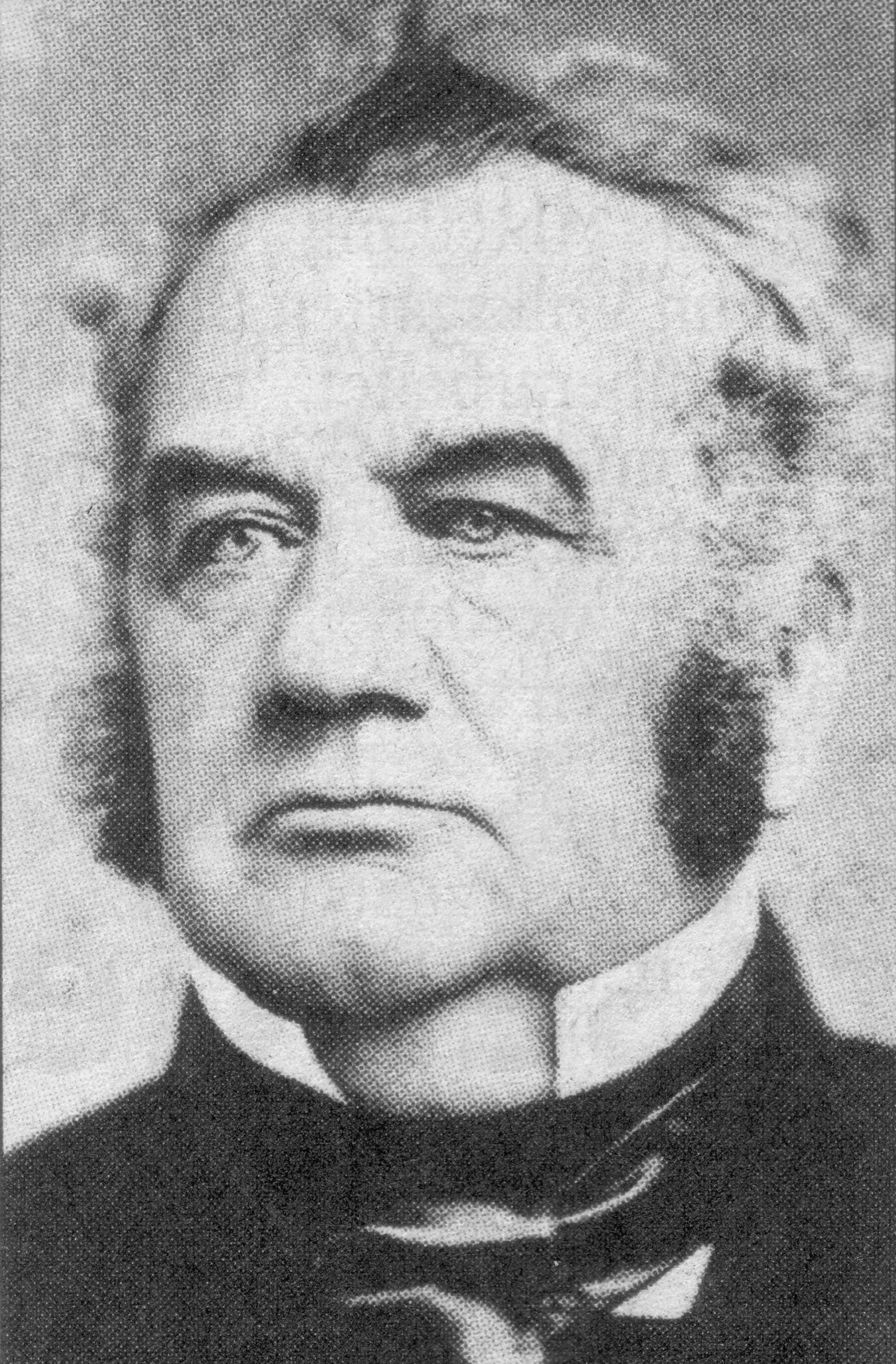
Carl Overweg

- Obermayr, Franz Xaver, Kath. Pfarrer,
 WK Oberbayern 7 (Rosenheim), Zentrum
- Oehmichen, Friedrich Wilhelm, Rittergutsbesitzer,
 WK Sachsen 10 (Nossen-Roßwein-Waldheim), Fortschrittspartei
- Oetker, Friedrich, Dr., Schriftsteller,
 WK Kassel 1 (Rinteln-Hofgeismar), Nationalliberal
- Oheimb, Alexander von, lippischer Kabinettsminister a.d.,
 WK Minden 1 (Minden-Lübbecke-Jahdegebiet), Konservativ
- Oppersdorf, Eduard Maria Graf von, Majoratsbesitzer,
 WK Oppeln 10 (Neustadt i. Schlesien), Deutsche Reichspartei
- Overweg, Carl, Rittergutsbesitzer und Industrieller,
 WK Arnsberg 3 (Altena-Iserlohn), Liberale Reichspartei
- Ow, Karl von, Regierungsrat Bayern,
 WK Niederbayern 1 (Landshut), Zentrum

## P

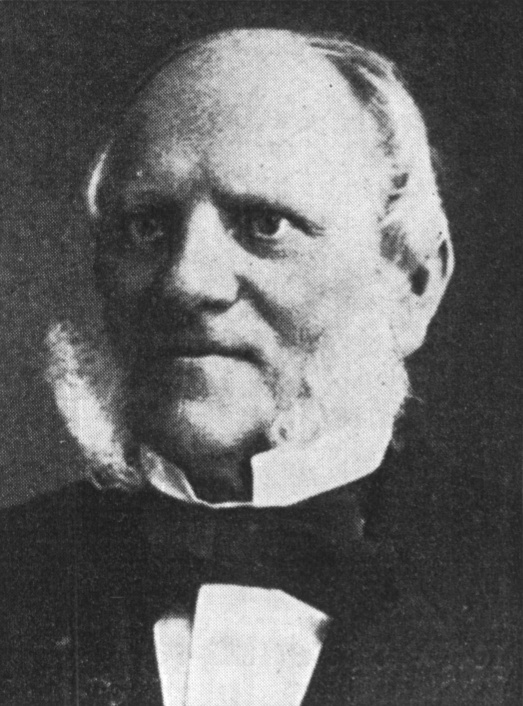
Robert von Patow
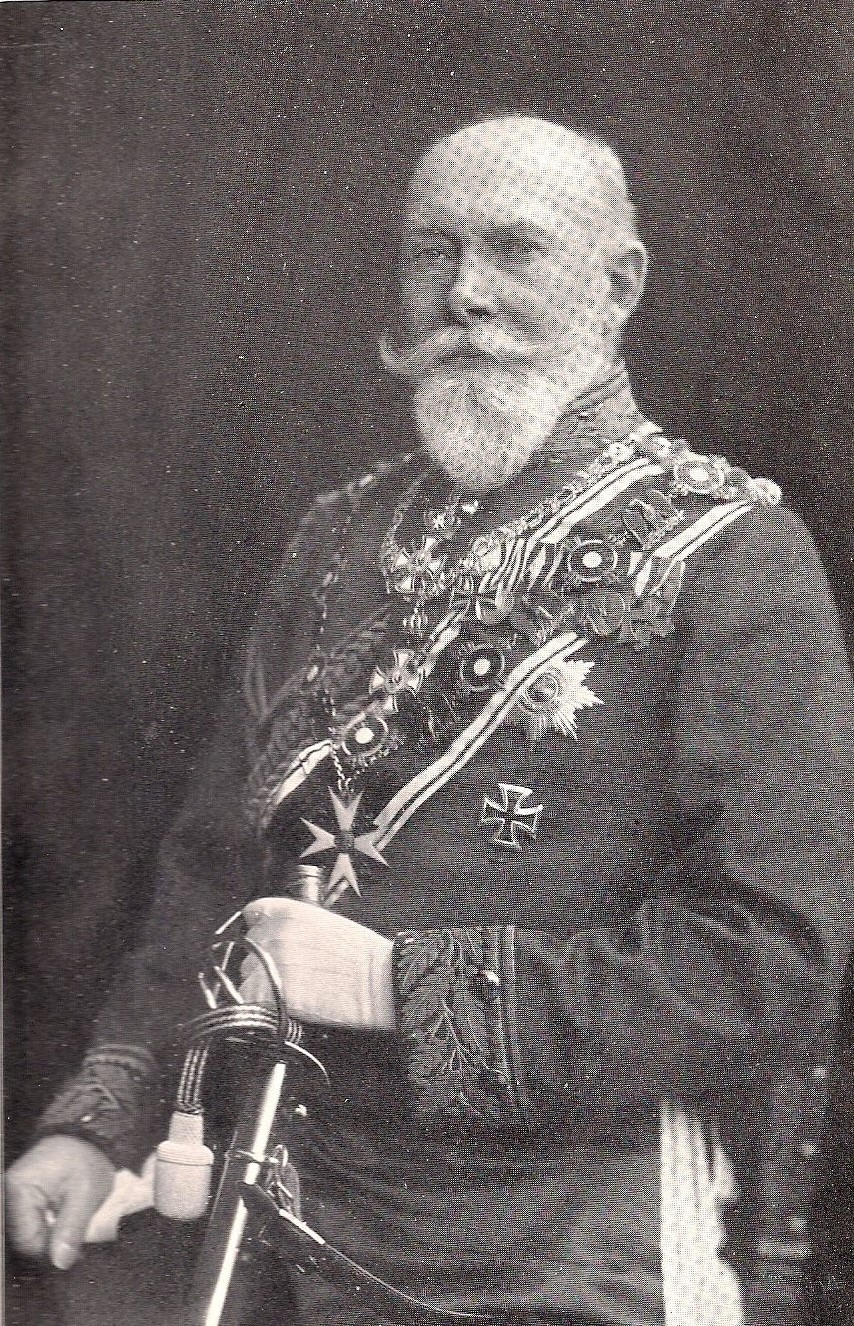
Hans Heinrich Fürst von Pleß
Henning von Puttkamer
Maximilian von Puttkamer

- Paravicini, Louis, Bürgermeister Bretten,
 WK Baden 13 (Bretten-Sinsheim-Mosbach), Nationalliberal
- Patow, Robert von, Dr. jur., Staatsminister a. D.,
 WK Stettin 2 (Uckermünde-Usedom-Wollin), Liberale Reichspartei
- Pelzer, Ludwig, Advokat Aachen,
 WK Düsseldorf 9 (Kempen), Zentrum
- Petersen, Julius, Reichsgerichtsrat,
WK Pfalz 6 (Kaiserslautern), Nationalliberale (Nachwahl 1872)
- Petersen, Mathias Christian, Zahlmeister,
WK Schleswig-Holstein 4 (Tondern, Husum, Eiderstedt), Nationalliberal
- Pfannebecker, Johann, Regierungsrat,
 WK Hessen 7 (Worms-Heppenheim), Nationalliberal
- Pfeiffer, Julius, Dr. jur., Rittergutsbesitzer,
 WK Sachsen 1 (Zittau-Herrnhut), fraktionslos liberal
- Planck, Gottlieb, Appellationsgerichtsrat Celle,
 WK Hannover 14 (Fallersleben-Gifhorn), Nationalliberal
- Pleß, Hans Heinrich Fürst von, Standesherr,
 WK Breslau 10 (Waldenburg), Deutsche Reichspartei
- Pogge, Franz, Rittergutsbesitzer,
 WK Mecklenburg-Strelitz, Nationalliberal
- Pogge, Hermann (Carl Friedrich), Rittergutsbesitzer,
 WK Mecklenburg-Schwerin 4 (Malchin-Waren), Nationalliberal
- Preysing-Lichtenegg-Moos, Conrad Graf von, Königl. Kämmerer München,
 WK Niederbayern 2 (Straubing), Zentrum
- Prince-Smith, John, Grundbesitzer und Schriftsteller,
 WK Anhalt 1 (Dessau-Zerbst), Nationalliberal
- Probst, Franz Rudolf, Direktionsmitglied Landesversicherungsanstalt Stuttgart,
 WK Württemberg 17 (Tettnang-Ravensburg-Saulgau-Riedlingen), Zentrum
- Prosch, Karl Friedrich Wilhelm, Regierungsrat a. D.,
 WK Mecklenburg-Schwerin 1 (Hagenow-Grevenmühlen), Nationalliberal
- Pückler-Burghauß, Karl von, Rittergutsbesitzer,
 WK Breslau 9 (Striegau, Schweidnitz), Konservativ
- Puttkamer, Henning von, Rittergutbesitzer,
 WK Frankfurt 8 (Sorau), Nationalliberal
- Puttkamer, Maximilian von, Kreisrichter,
 WK Posen 6 (Fraustadt), Nationalliberal

## R

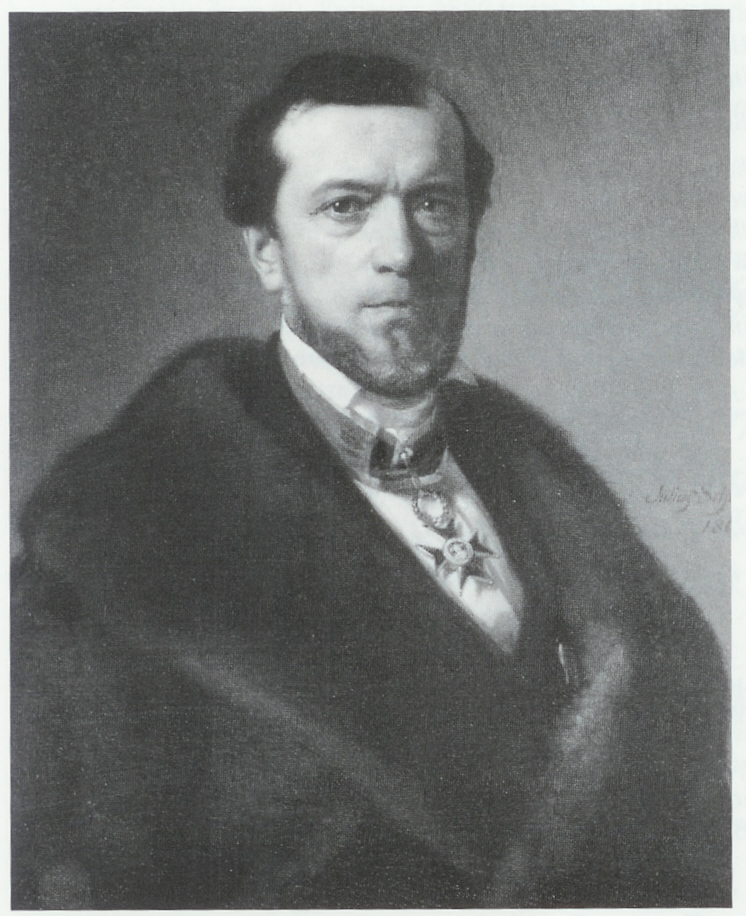
Peter Reichensperger
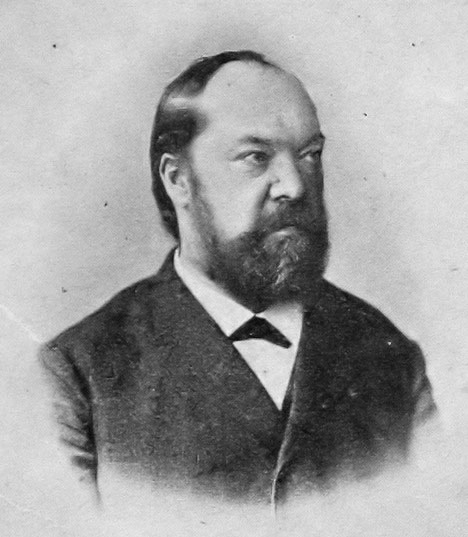
Eugen Richter
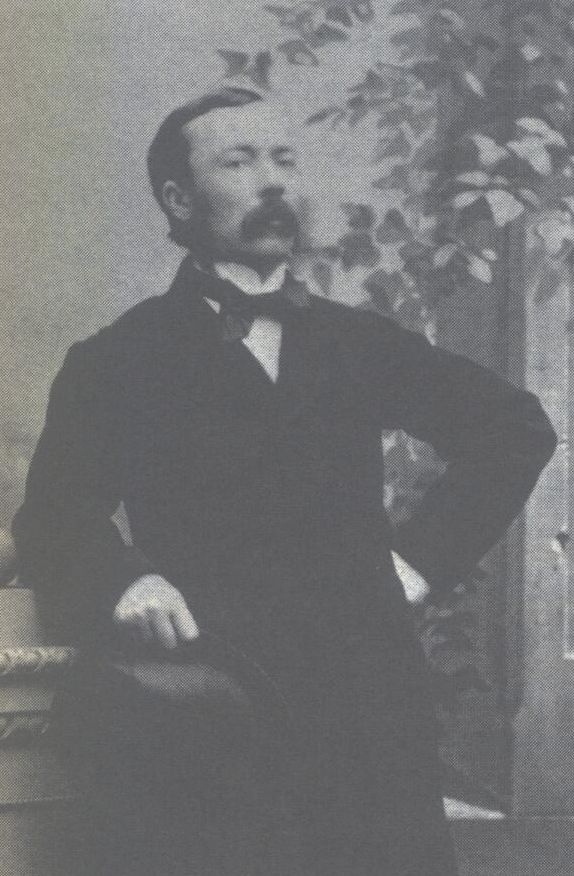
Franz von Roggenbach

- Ratibor, Victor Moritz Carl von, Herzogtumsbesitzer,
WK Breslau 8 (Neumarkt), Deutsche Reichspartei (Nachwahl 1872)
- Reichensperger, August, Dr., Appellationsgerichtsrat,
 WK Düsseldorf 11 (Krefeld), Zentrum
- Reichensperger, Peter, Obertribunalrat,
 WK Arnsberg 2 (Olpe-Meschede-Arnsberg), Zentrum
- Reichlin-Meldegg, Hermann Freiherr von, Rittmeister a. D.,
 WK Oberpfalz 3 (Neumarkt), Zentrum
- Renard, Johannes Graf, Erbherr,
 WK Oppeln 3 (Gr. Strelitz-Cosel), Deutsche Reichspartei
- Reyscher, August Ludwig, Dr., Professor a. D. Cannstatt,
 WK Württemberg 2 (Cannstatt-Ludwigsburg), Nationalliberal
- Richter, Eugen, Schriftsteller,
 WK Schwarzburg-Rudolstadt, Fortschrittspartei
- Rittberg, Ludwig Georg August Graf von, Appellationsgerichtspräsident,
 WK Liegnitz 3 (Glogau), Konservativ
- Rochau, August Ludwig von, Privatmann,
 WK Braunschweig 2 (Wolfenbüttel-Helmstedt), Nationalliberal
- Röben, Johann Gerhardt, Amtsrichter Aurich,
 WK Hannover 2 (Esens-Aurich), Nationalliberal
- Roemer, Hermann, Senator Hildesheim,
 WK Hannover 10 (Hildesheim), Nationalliberal
- Römer, Robert, Dr., Professor Tübingen,
 WK Württemberg 14 (Geislingen-Heidenheim-Ulm), Nationalliberal
- Rönne, Ludwig von, Dr. jur., Appellationsgerichtsvizepräsident a. D.,
 WK Posen 2 (Samter-Birnbaum-Obornik), Nationalliberal
- Roggenbach, Franz Freiherr von, Badischer Minister a. D.,
 WK Baden 4 (Lörrach-Müllheim-Staufen-Breisach), Liberale Reichspartei
- Rohland, Otto, Rittergutsbesitzer,
 WK Merseburg 8 (Naumburg-Weißenfels-Zeitz), Fortschrittspartei
- Romberg, Max von, Rittergutsbesitzer,
 WK Königsberg 10 (Gerdauen-Friedland-Rastenburg), Konservativ
- Rosenberger, Franz Xaver, Fabrikant,
 WK Niederbayern 3  (Passau), Zentrum (Nachwahl 1872)
- Roß, Edgar, Kaufmann Hamburg,
 WK Hamburg 1, Liberale Reichspartei
- Rudolphi, Wilhelm, Dr. phil., Gymnasialdirektor a. D.,
 WK Köln 3 (Bergheim-Euskirchen), Zentrum
- Runge, Heinrich, Stadtrat Berlin,
 WK Berlin 4, Fortschrittspartei
- Russell, Anton Franz Johann, Justizrat und Amtsrichter,
 WK Oldenburg 3 (Berne-Damme), Zentrum
- Rybinski, Leo von, Rittergutsbesitzer,
 WK Danzig 4 (Neustadt-Carthaus), Polnische Fraktion

## S

Carl Friedrich von Savigny
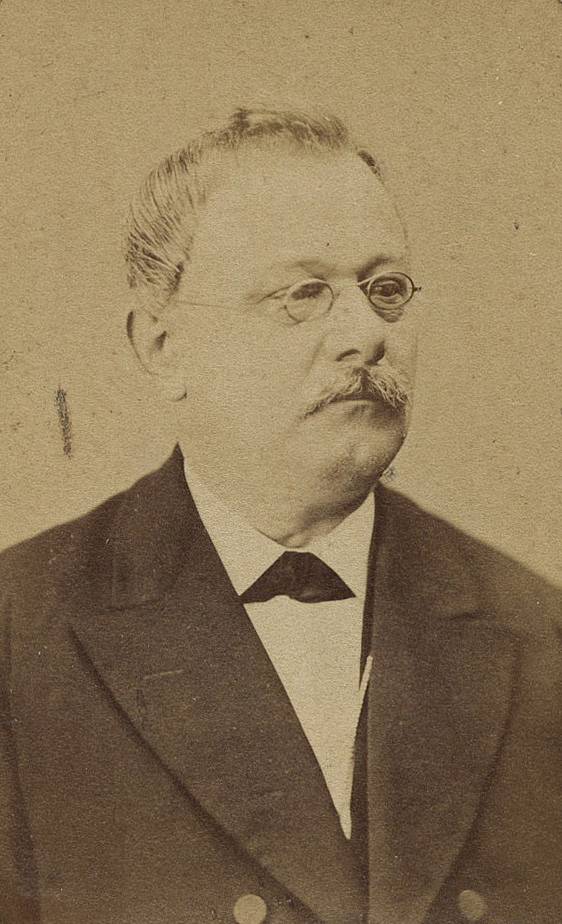
Michael Schaffrath
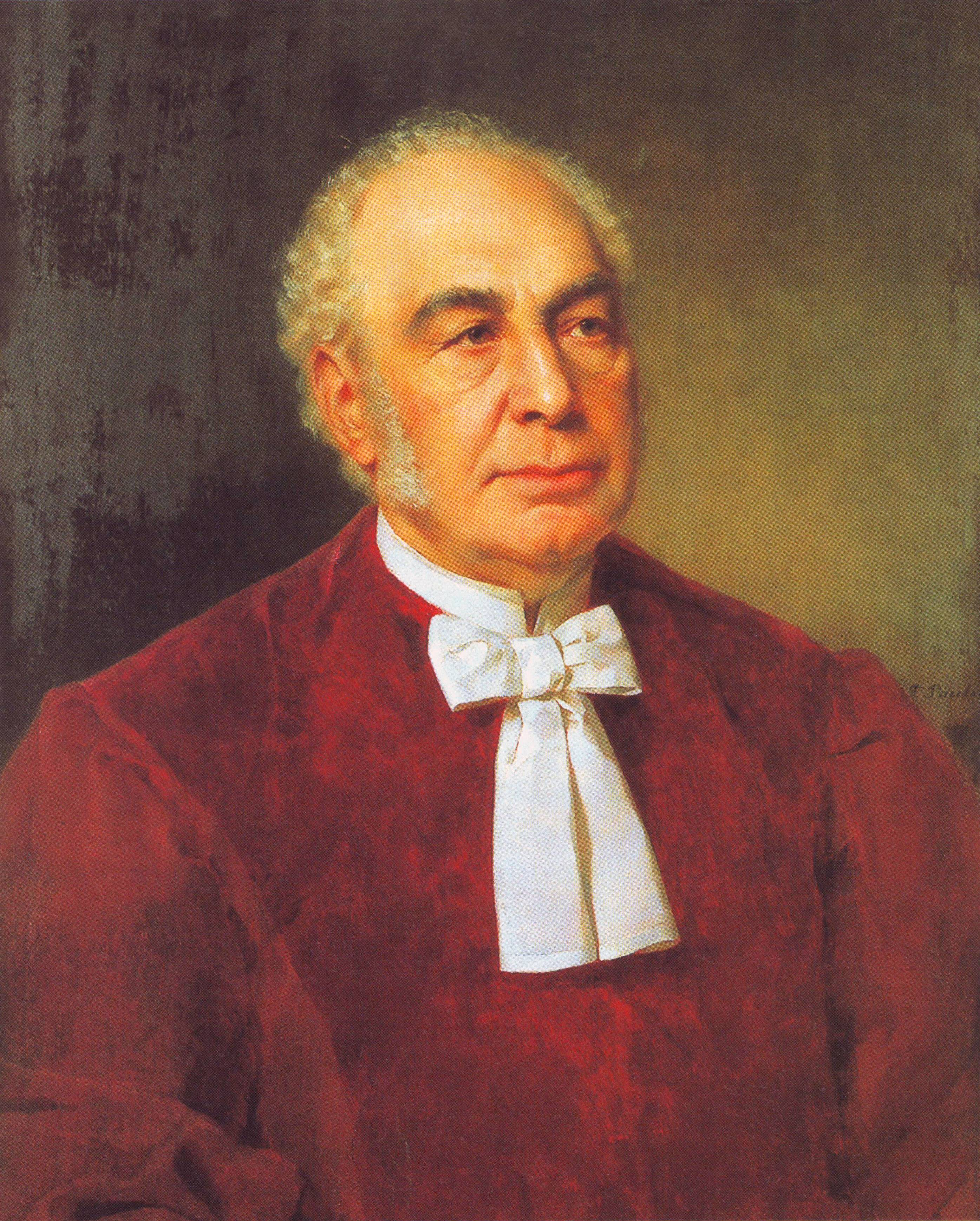
Eduard von Simson
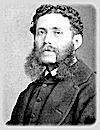
Leopold Sonnemann
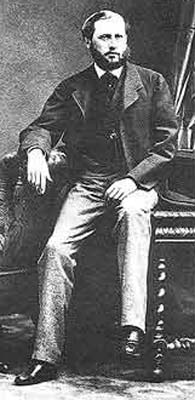
Otto zu Stolberg-Wernigerode

- Saurma-Jeltsch, Arthur Graf von, Erbherr,
 WK Oppeln 6 (Beuthen-Süd, Kattowitz), Deutsche Reichspartei
- Savigny, Karl Friedrich von, Wirklicher Geheimer Rat,
 WK Koblenz 3 (Koblenz-St. Goar), Zentrum
- Sazenhofen, Eduard von, Gutsbesitzer,
 WK Oberpfalz 5 (Neustadt a. W.R.), Zentrum
- Schaffgotsch, Hans Ulrich Graf, Landesältester,
 WK Oppeln 5 (Beuthen-Nord), Deutsche Reichspartei
- Schaffrath, Wilhelm Michael, Dr. jur., Rechtsanwalt,
 WK Sachsen 9 (Freiberg-Frauenstein), Fortschrittspartei
- Schaper, Carl Heinrich Ludwig von, Landrat,
 WK Merseburg 1 (Liebenwerda-Torgau), Konservativ
- Schauß, Friedrich von, Dr. jur., Rechtsanwalt,
 WK Oberfranken 1 (Hof), Nationalliberal
- Schels, August, Bezirks- und Handelsgerichtsrat,
 WK Oberpfalz 4 (Neunburg v. W.), Zentrum
- Schenck, Friedrich, Obergerichtsanwalt,
 WK Wiesbaden 2 (Rüdesheim-Wiesbaden), Fortschrittspartei
- Schleiden, Rudolf, Hanseatischer Ministerresident a. D.,
 WK Schleswig-Holstein 8 (Altona), Liberale Reichspartei
- Schmid, Joseph Anton, Dr., Domkapitular,
 WK Oberbayern 3 (Aichach), Zentrum
- Schmid, Carl Josef, Rechtsanwalt,
 WK Württemberg 15 (Blaubeuren-Ehingen), Nationalliberal
- Schmidt, Carl Theodor, Oberlehrer Stettin,
 WK Stettin 4 (Stettin), Fortschrittspartei
- Schmidt, Karl Heinrich, Appellationsgerichtsrat,
 WK Pfalz 4 (Zweibrücken-Pirmasens), Nationalliberal
- Schöning, Wilhelm von, Landrat und Rittergutbesitzer,
 WK Stettin 5, Konservativ
- Schraps, Reinhold, Advokat,
 WK Sachsen 18 (Zwickau), Sozialdemokrat
- Schroeder, Theodor, Rechtsanwalt,
 WK Arnsberg 8 (Brilon-Lippstadt), Zentrum
- Schröter, Friedrich, Major a. D. und Rittergutbesitzer,
 WK Breslau 5 (Ohlau-Strehlen-Nimptsch), Deutsche Reichspartei
- Schulenburg-Beetzendorf, Werner Graf von der, Rittmeister und Rittergutbesitzer,
 WK Magdeburg 1 (Salzwedel-Gardelegen), Konservativ
- Schulenburg-Filehne, Adelbert Graf von der, Rittergutbesitzer,
 WK Bromberg 1, Konservativ
- Schulz, Louis, Rechtsanwalt,
WK Baden 14 (Tauberbischofsheim, Buchen), Zentrum (Nachwahl 1872)
- Schulze-Delitzsch, Hermann, Anwalt,
 WK Berlin 6, Fortschrittspartei
- Schüttinger, Jacob, Jurist,
WK Oberfranken 5 (Bamberg, Höchstadt), Zentrum
- Schwarze, Friedrich Oskar, Dr. jur., Generalstaatsanwalt Sachsen,
 WK Sachsen 4 (Dresden rechts der Elbe), Liberale Reichspartei
- Seelig, Wilhelm, Dr. phil., Professor Kiel,
 WK Schleswig-Holstein 9 (Oldenburg-Plön), Fortschrittspartei
- Seinsheim-Grünbach, Maximilian Graf von, Gutsbesitzer,
 WK Oberbayern 2 (Traunstein), Zentrum
- Seiz, Carl, Kreisschulrat,
 WK Baden 1 (Überlingen-Pfullendorf-Konstanz), Nationalliberal
- Seydewitz, Otto Theodor von, Rittergutbesitzer,
 WK Liegnitz 10 (Rothenburg-Hoyerswerda), Konservativ
- Simpson-Georgenburg, Georg Wilhelm von, Rittergutbesitzer,
 WK Gumbinnen 6, Konservativ
- Simson, Eduard von, Dr. jur., Apperllationsgerichtspräsident a. D.,
WK Frankfurt 4 (Frankfurt a. d. O.-Lebus), Nationalliberal, als Reichstagspräsident fraktionslos
- Skorzewski, Leo Graf von, Gutsbesitzer,
 WK Bromberg 2, Polnische Fraktion
- Slaski, Ludwig von, Rittergutsbesitzer,
WK Marienwerder 6 (Tuchel-Konitz), Polnische Fraktion (Nachwahl 1871)
- Solms-Laubach, Friedrich zu,
 WK Hessen 3 (Alsfeld-Lauterbach-Schotten), Deutsche Reichspartei
- Sombart, Anton Ludwig, Rittergutsbesitzer und Landschaftsdirektor Provinz Sachsen,
 WK Merseburg 5 (Mansfelder Kreis), Nationalliberal
- Sonnemann, Leopold, Kaufmann und Zeitungsbesitzer,
 WK Frankfurt am Main, Deutsche Volkspartei
- Spee, Leopold von, Prälat Aachen,
 WK Aachen 3 (Aachen), Zentrum
- Sperber, Emil von, Rittergutbesitzer,
 WK Gumbinnen 4, Konservativ
- Stadlberger, Jacob, Landwirt,
 WK Niederbayern 4 (Pfarrkirchen), Liberale Reichspartei
- Schenk von Stauffenberg, Franz August Freiherr von, Gutsbesitzer,
 WK Oberbayern 1 (München), Nationalliberal
- Stavenhagen, Otto, Landrat,
 WK Stettin 1 (Randow-Greiffenhagen), Konservativ
- Stein, Georg von, Rittergutbesitzer,
 WK Königsberg 8 (Osterode-Neidenburg), Konservativ
- Stephani, Eduard, Dr. jur., Vizebürgermeister Leipzig,
 WK Sachsen 12 (Leipzig), Nationalliberal
- Stolberg-Stolberg, Alfred zu, Rittergutsbesitzer,
WK Koblenz 2 (Neuwied), Zentrum (Nachwahl 1873)
- Stolberg-Stolberg, Friedrich zu, Herrschaftsbesitzer,
 WK Oppeln 10 (Neustadt O.S.), Zentrum (Nachwahl 1873)
- Stolberg-Wernigerode, Otto Graf von, Oberpräsident Hannover,
 WK Hannover 5 (Melle-Diepholz), Deutsche Reichspartei
- Strachwitz-Sustky, Hyacinth Graf von, Erbherr,
 WK Oppeln 2 (Oppeln), Konservativ
- Strecke, Ernst, Pfarrer,
WK Breslau 12 (Glatz-Habelschwerdt), Zentrum (Nachwahl 1871)
- Strecker, Eduard, Kreisgerichtsrat Worbis,
 WK Erfurt 2 (Heiligenstadt, Worbis), Zentrum (Nachwahl 1872)
- Streich, Carl, Kreisgerichtsrat,
 WK Württemberg 13 (Aalen-Ellwangen-Geildorf-Reresheim), fraktionslos liberal
- Stumm, Carl Ferdinand, Hüttenbesitzer,
 WK Trier 6 (Ottweiler-St. Wendel-Meisenheim), Deutsche Reichspartei
- Swaine, Richard von, Bergwerksbesitzer,
 Oberfranken 4 (Kronach), Liberale Reichspartei
- Szembek, Peter Graf von, Rittergutsbesitzer,
 WK Posen 10 (Adelnau-Schildberg), Polnische Fraktion

## T

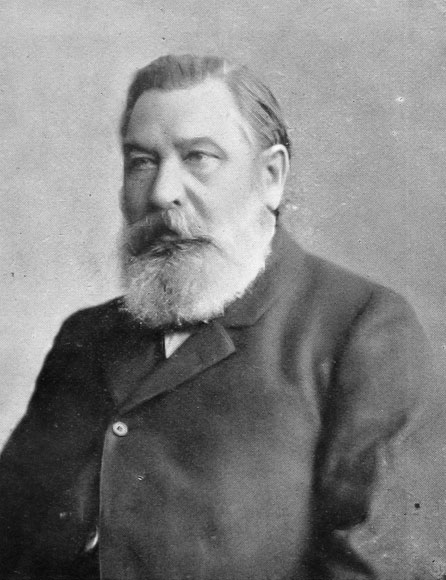
Heinrich von Treitschke

- Taczanowski, Wladislaw von, Rittergutsbesitzer,
 WK Posen 3 (Wreschen-Pleschen), Polnische Fraktion
- Techow, Friedrich, Dr. phil., Gymnasialdirektor a. D.,
 WK Düsseldorf 1 (Lennep-Mettmann), Nationalliberal
- Tellkampf, Johann Louis, Dr. jur., Professor Breslau,
 WK Liegnitz 8 (Schönau-Hirschberg), Nationalliberal
- Thanisch, Jakob, Dr. theol., Rektor,
 WK Trier 3 (Trier), Zentrum
- Thiel, Rudolf, Rechtsanwalt Bautzen,
 WK Sachsen 3 (Bautzen), Nationalliberal
- Thimus, Albert Freiherr von, Appellationsgerichtsrat Köln,
 WK Düsseldorf 11 (Neuß-Grevenbroich), Zentrum
- Thomas, Georg Martin, Dr., Professor, Bibliothekar an der Hof- und Stadtbibliothek München,
 WK Mittelfranken 3 (Ansbach-Schwabach), Nationalliberal
- Treitschke, Heinrich von, Dr. phil., Professor Heidelberg,
 WK Koblenz 4 (Kreuznach-Simmern), Nationalliberal
- Treskow, Carl von, Rittergutsbesitzer,
 WK Potsdam 6 (Niederbarnim), Konservativ
- Tritscheller, Paul, Fabrikbesitzer,
 WK Baden 5 (Freiburg, Emmendingen), Nationalliberal (Nachwahl 1872)
- Turno, Hippolyt von, Rittergutsbesitzer,
 WK Bromberg 4, Polnische Fraktion

## U

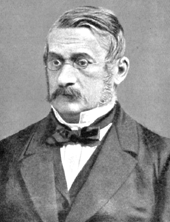
Hans Victor von Unruh

- Uhden, Otto, Oberamtmann und Rittergutbesitzer,
 WK Frankfurt 6 (Crossen-Züllichau), Konservativ
- Ulrich, Theodor Ferdinand, Oberbergrat,
 WK Düsseldorf 6 (Cleve-Geldern), Zentrum
- Unruh, Hans Victor von, Baurat a. D.,
 WK Magdeburg 4 (Magdeburg), Nationalliberal
- Unruhe-Bomst, Hans Wilhelm Freiherr von, Landrat und Rittergutbesitzer,
 WK Posen 3, Deutsche Reichspartei

## V
- Valentin, Hermann Friedrich, Justizrat,
 WK Sachsen-Meiningen 1 (Meiningen-Hildburghausen), Nationalliberal
- Varnbüler, Karl Freiherr von, Staatsminister Württemberg a. D.,
 WK Württemberg 2, Deutsche Reichspartei (Nachwahl 1873)
- Völk, Joseph, Dr. jur., Rechtsanwalt,
 WK Schwaben 6 (Immenstadt), Liberale Reichspartei

## W

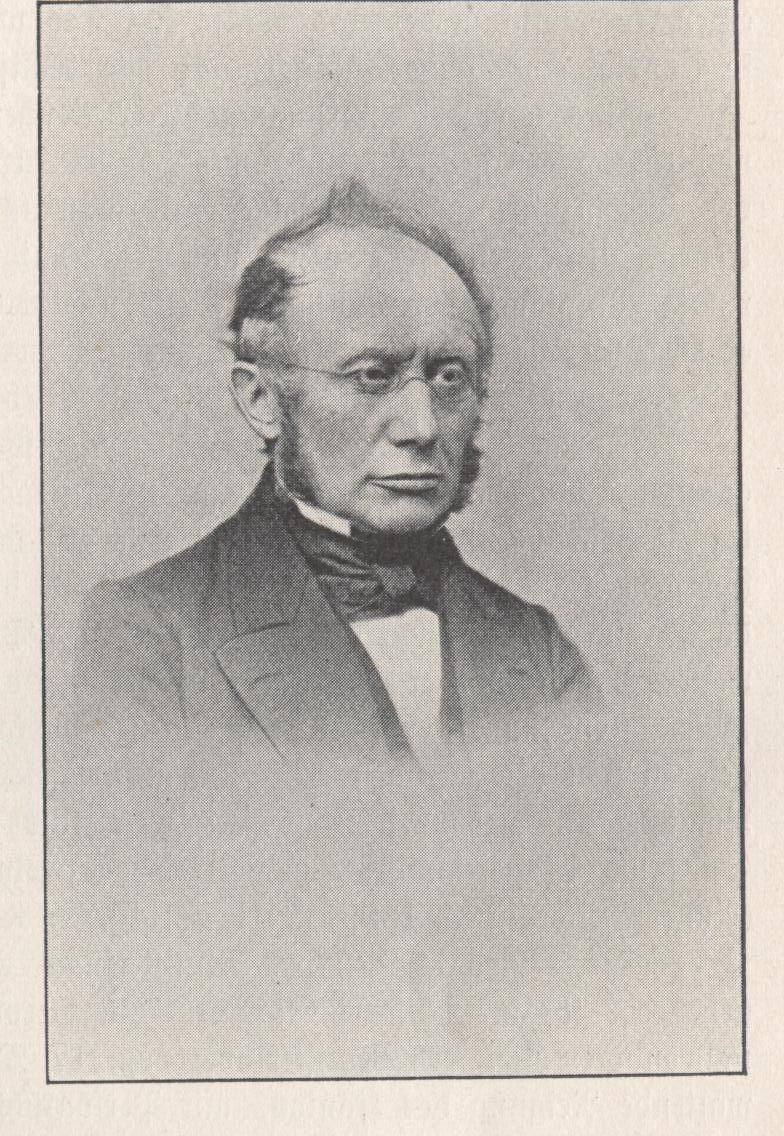
Ludwig Windthorst
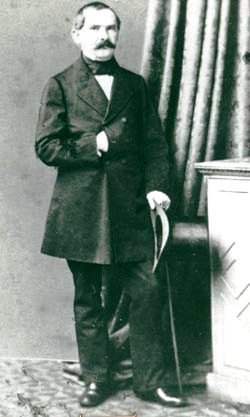
Leopold von Winter
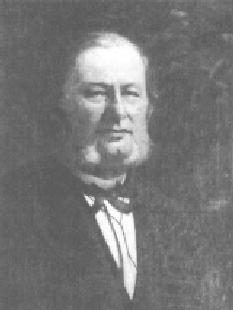
Isaac Wolffson

- Wagener, Hermann, vortragender Rat im preußischen Staatsministerium,
 WK Köslin 5 (Neustettin), Konservativ
- Wagner, Gustav Richard, Dr. jur., Vizepräsident Appellgericht Altenburg,
 WK Sachsen-Altenburg, Nationalliberal
- Wagner, Joseph Johann, Ökonom,
 WK Schwaben 3 (Dillingen), Liberale Reichspartei
- Wagner-Frommenhausen, Rudolph von, württembergischer Staatsminister a. D.,
 Württemberg 6 (Reutlingen-Rottenburg-Tübingen), Deutsche Reichspartei
- Waldow und Reitzenstein, Carl von, Rittergutsbesitzer,
 WK Frankfurt 5 (Sternberg), Konservativ
- Waldburg zu Zeil-Trauchburg, Wilhelm Fürst von, Standesherr,
 WK Württemberg 16 (Biberach-Leutkirch-Waldsee-Wangen), Deutsche Reichspartei
- Walderdorff, Adolf Graf von, bayerischer Kämmerer,
 WK Oberpfalz 1, Zentrum
- Watzdorf, Curt von, Rittergutbesitzer,
 WK Potsdam 9 (Zauch-Belzig-Jüterbog-Luckenwalde), Konservativ
- Weber, Franz, Obertribunalrat Stuttgart,
 WK Württemberg 11 (Backnang-Hall-Öhringen-Weinsberg), Nationalliberal
- Weber, Max, Stadtrat
WK Sachsen-Coburg-Gotha 1 (Coburg), Nationalliberale (Nachwahl 1872)
- Websky, Egmont, Fabrik- und Gutsbesitzer,
WK Breslau 11 (Reichenbach, Neurode), Nationalliberal
- Wedekind, Georg Freiherr von, Dr. jur., Hofgerichtsadvokat Darmstadt,
 WK Hessen 2 (Friedberg-Vilbel), Nationalliberal
- Wedell-Malchow, Friedrich von, Rittergutsbesitzer,
 WK Potsdam 4 (Prenzlau-Angermünde), Konservativ
- Wehrenpfennig, Wilhelm, Dr. phil., Direktor literarisches Büro im Staatsministerium zur Disposition,
WK Kassel 3 (Fritzlar-Homberg-Ziegenhain), Nationalliberal
- Weigel, Hermann, Dr. jur., Vizebürgermeister Kassel,
 WK Kassel 8 (Hanau), Nationalliberal
- Weißich, Julius Martin, Amtsassessor,
 WK Schaumburg-Lippe, Nationalliberal
- Westphal, Karl Christian Heinrich, Bürgermeister Schwerin,
 WK Mecklenburg-Schwerin 2, Nationalliberal
- Wichmann, August, Direktor der deutschen Lebensversicherungsgesellschaft Lübeck,
 WK Lübeck, Nationalliberal
- Wigard, Franz Jacob, Dr. med., Professor Dresden,
 WK Sachsen 5, Fortschrittspartei
- Wiggers, Moritz, Privatmann,
 WK Mecklenburg-Schwerin 3 (Parchim-Ludwigslust), Fortschrittspartei
- Wilmanns, Karl, Stadtrichter Berlin,
 WK Frankfurt 1 (Arnswalde-Friedeberg), Konservativ
- Windthorst, Eduard, Kreisrichter Werne an der Lippe,
 WK Berlin 3, Fortschrittspartei
- Windthorst, Ludwig, Staatsminister a. D.,
 WK Hannover 3 (Meppen-Lingen-Bentheim), Zentrum
- Winter, Leopold von, Oberbürgermeister Danzig,
 WK Marienwerder 1 (Marienwerder), Nationalliberal
- Winter, Wilhelm, Regierungspräsident a. D.,
 WK Wiesbaden 5 (Dillenburg-Herborn), Konservativ
- Wintzingerode, Wilko Levin von, Gutsbesitzer,
 WK Erfurt 3 (Mühlhausen), Deutsche Reichspartei (Nachwahl 1873)
- Woedtke, Carl von, Rittergutsbesitzer,
 WK Stettin 7 (Greifenberg-Cammin), Konservativ
- Wölfel, Johannes Moritz, Rechtsanwalt,
 WK Merseburg 7 (Querfurt-Merseburg), Nationalliberal,
- Wolffson, Isaac, Dr. jur., Advokat Hamburg,
 WK Hamburg 3, Nationalliberal

## Z

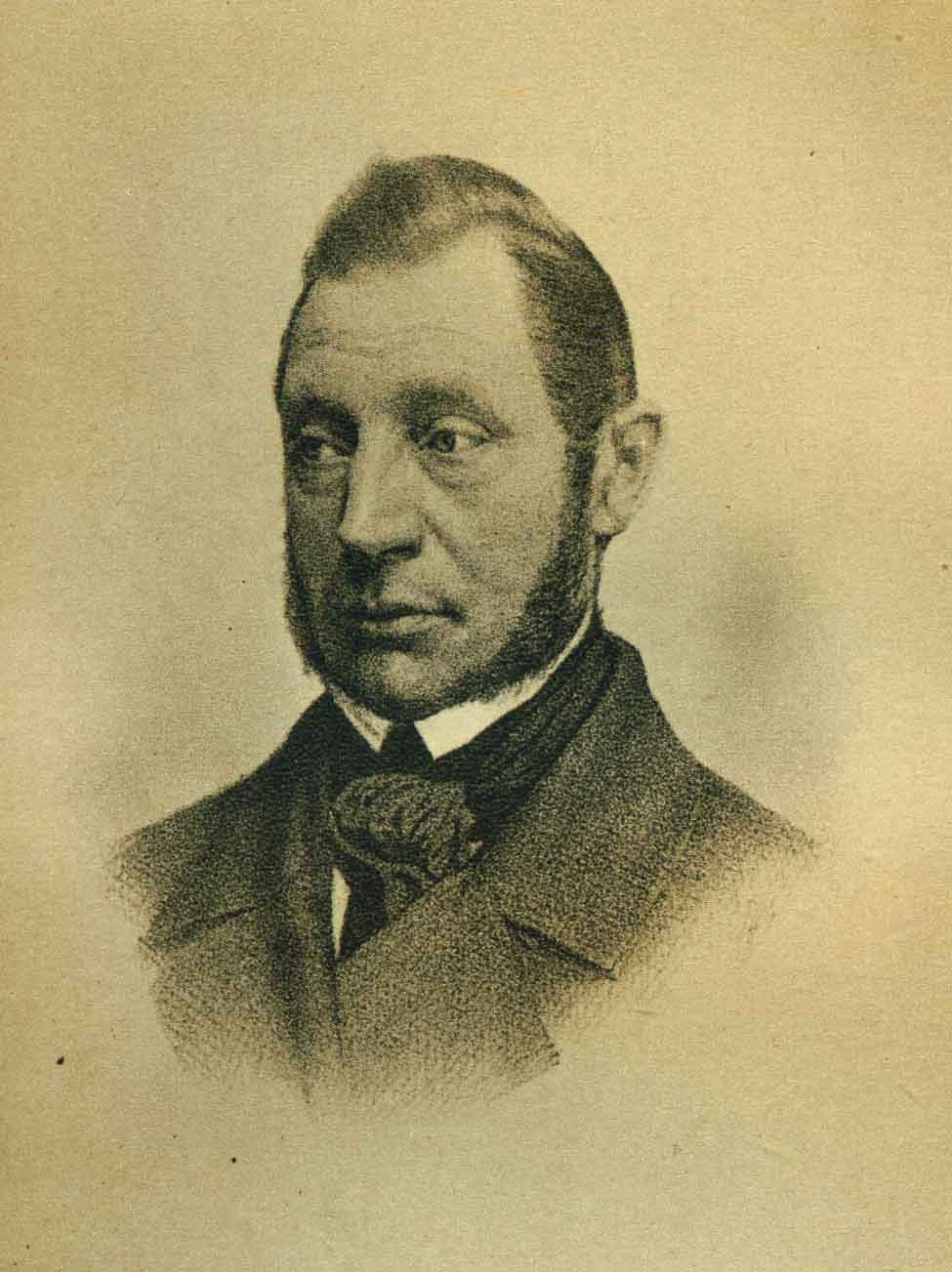
Franz Ziegler

- Zedlitz-Neukirch, Octavio Freiherr von, Landrat,
 WK Liegnitz 2 (Sagan-Sprottau), Deutsche Reichspartei
- Zehrt, Conrad, Dr., Domkapitular Heiligenstadt,
 WK Erfurt 2 (Heiligenstadt-Worbis), Zentrum
- Ziegler, Franz, Oberbürgermeister a. D.,
 WK Breslau 7 (Breslau), Fortschrittspartei
- Zoltowski, Alfred von, Dr. jur., Rittergutbesitzer,
 WK Posen 4, Polnische Fraktion